# Haus Nassau
| Stammwappen der Grafen von Nassau |                     |
|                                   |                     |
| (ottonische Linie)                | (walramische Linie) |

Das Haus Nassau war ein weit verzweigtes deutsches Adelsgeschlecht von europäischer Bedeutung, dessen Anfänge bis ins 11. Jahrhundert reichen. Das Haus teilte sich im 13. Jahrhundert (1255) in eine nördliche (ottonische) und eine südliche (walramische) Hauptlinie und seit dem Spätmittelalter in zahlreiche weitere Zweige auf. Der südlichen Linie entspross der 1292 gewählte römisch-deutsche König Adolf von Nassau.
Wilhelm der Schweiger von Nassau-Dillenburg, Fürst von Oranien, aus der nördlichen Hauptlinie trat 1568 an die Spitze der niederländischen Unabhängigkeitsbewegung. Seither stellten die Nassau-Oranier, während des Achtzigjährigen Krieges mit Spanien und danach – mit einigen Unterbrechungen – die Statthalter der Republik der Sieben Vereinigten Provinzen. Einer von ihnen, Wilhelm III. von Oranien, bestieg von 1689 bis 1702 zugleich den Thron von England, Schottland und Irland. Nachdem mit ihm die Ältere Nassau-Oranier-Linie 1702 ausgestorben war, stellte die Linie Nassau-Dietz als Jüngeres Haus Oranien ab 1747 die Erbstatthalter der Niederlande sowie ab 1814/15 die Könige der Niederlande.
Die niederländischen Nassauer starben in männlicher Linie 1890 aus und regierten in weiblicher Linie bis zur Abdankung von Wilhelmina 1948. Das heutige niederländische Königshaus wurde danach über weitere weibliche Erbfolgen fortgesetzt.
Ab 1816 stellten die Nassauer aus der Weilburger Linie die regierenden Herzöge des deutschen Herzogtums Nassau. Dies ging 1866 an Preußen verloren. 1890 erbten sie den Thron des Großherzogtums Luxemburg, der zuvor mit dem niederländischen Thron in Personalunion verbunden war, da in Luxemburg die weibliche Thronfolge nicht vorgesehen war. Die Nassau-Weilburger stellten in der Folge bis zum Tode Wilhelms IV. von Luxemburg, mit dem 1912 das Haus Nassau im Mannesstamm erlosch, die Großherzöge von Luxemburg, mit seinen Töchtern regierte es noch bis 1964 in weiblicher Linie. Danach wurde es ebenfalls über Nachfahren der weiblichen Linie fortgesetzt. Die Mitglieder des luxemburgischen Hauses führen, wie auch die Mitglieder des niederländischen Königshauses, bis heute unter anderem den nassauischen Prinzentitel im Namen; Herzog von Nassau ist der nachgeordnete Titel des Großherzogs von Luxemburg.

## Geschichte

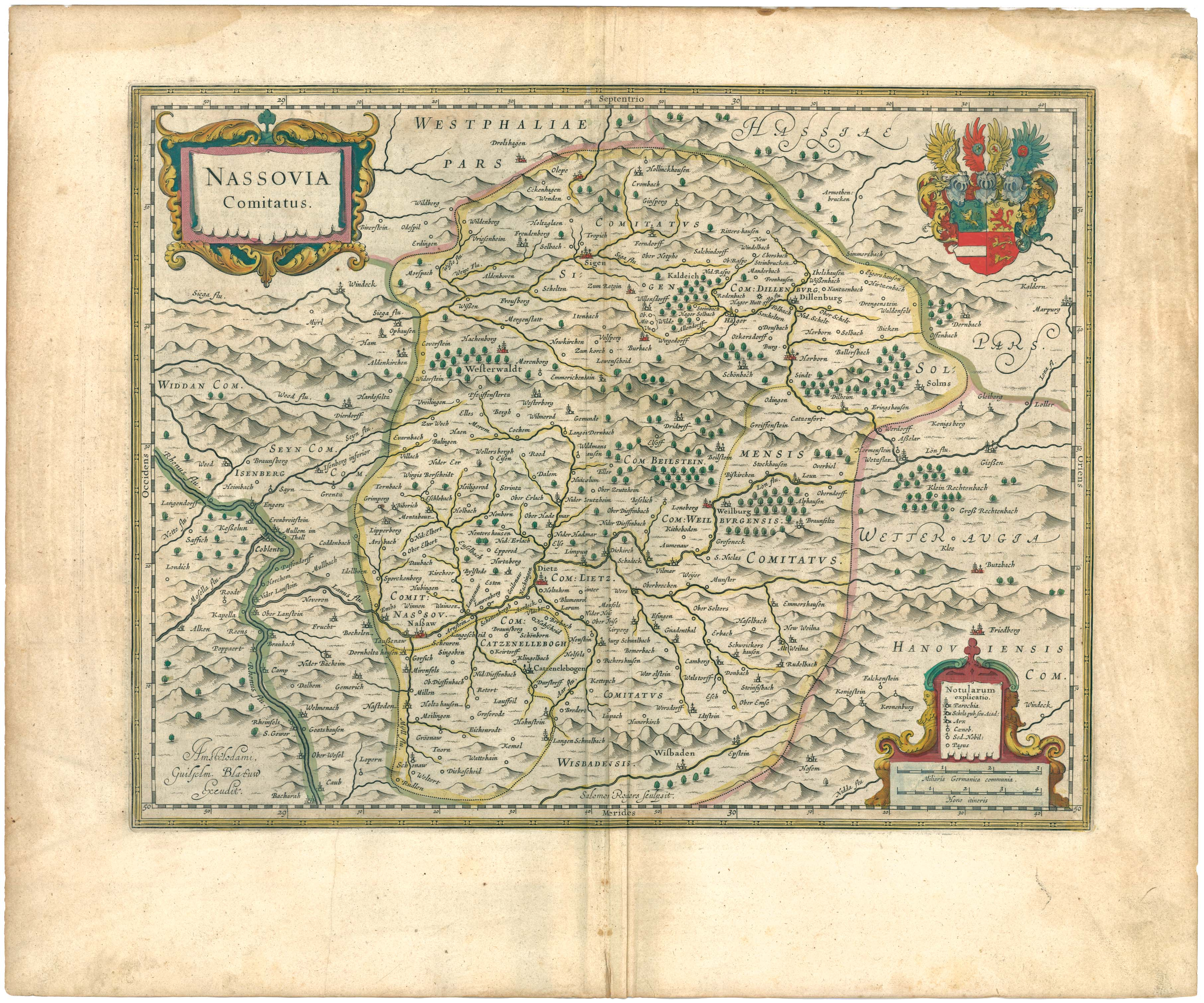
Die Grafschaft Nassau (Nassovia Comitatus) und ihre Teilgrafschaften, im Jahr 1645

Der 1093 genannte Dudo von Laurenburg ist vermutlicher Stammvater des Hauses. Die Laurenburg, wenige Kilometer flussaufwärts von Nassau an der Lahn gelegen, war der Herrschaftssitz des Geschlechts, zuvor vermutlich der Ort Lipporn. Als Grafen von Laurenburg erscheinen die Brüder Arnold I. von Laurenburg (1123–1148) und Ruprecht I. von Laurenburg (1123–1154). Vor 1128 erhielten sie vom Hochstift Worms, das in der Gegend zahlreiche Rechte besaß, die Vogtei über das Walpurgisstift Weilburg und schufen so eine Verbindung zwischen ihrem Erbe an der unteren Lahn und ihrem Besitz um Siegen. Um die Mitte des 12. Jahrhunderts wurde diese Verbindung gefestigt mit dem Erwerb der so genannten Hessisch-Thüringischen Reichslehen, nämlich der Herborner Mark, der Kalenberger Zent und des Gerichts Heimau (Löhnberg). Eng damit verbunden war die „Herrschaft zum Westerwald“, die ebenfalls zu dieser Zeit in nassauischen Besitz gelangte.
1159 wurde die Burg Nassau zum Sitz des Geschlechts, das sich seither nach dieser Burg nannte. Ruprechts Sohn Walram I. (1154–1198) sowie Walrams Sohn Heinrich II. der Reiche (1198–1247) erweiterten stetig ihren Besitz im Raum zwischen Taunus und Westerwald an der unteren und mittleren Lahn. Ende des 12. Jahrhunderts konnte mit dem Reichshof Wiesbaden ein wichtiger Stützpunkt im Südwesten erworben werden.

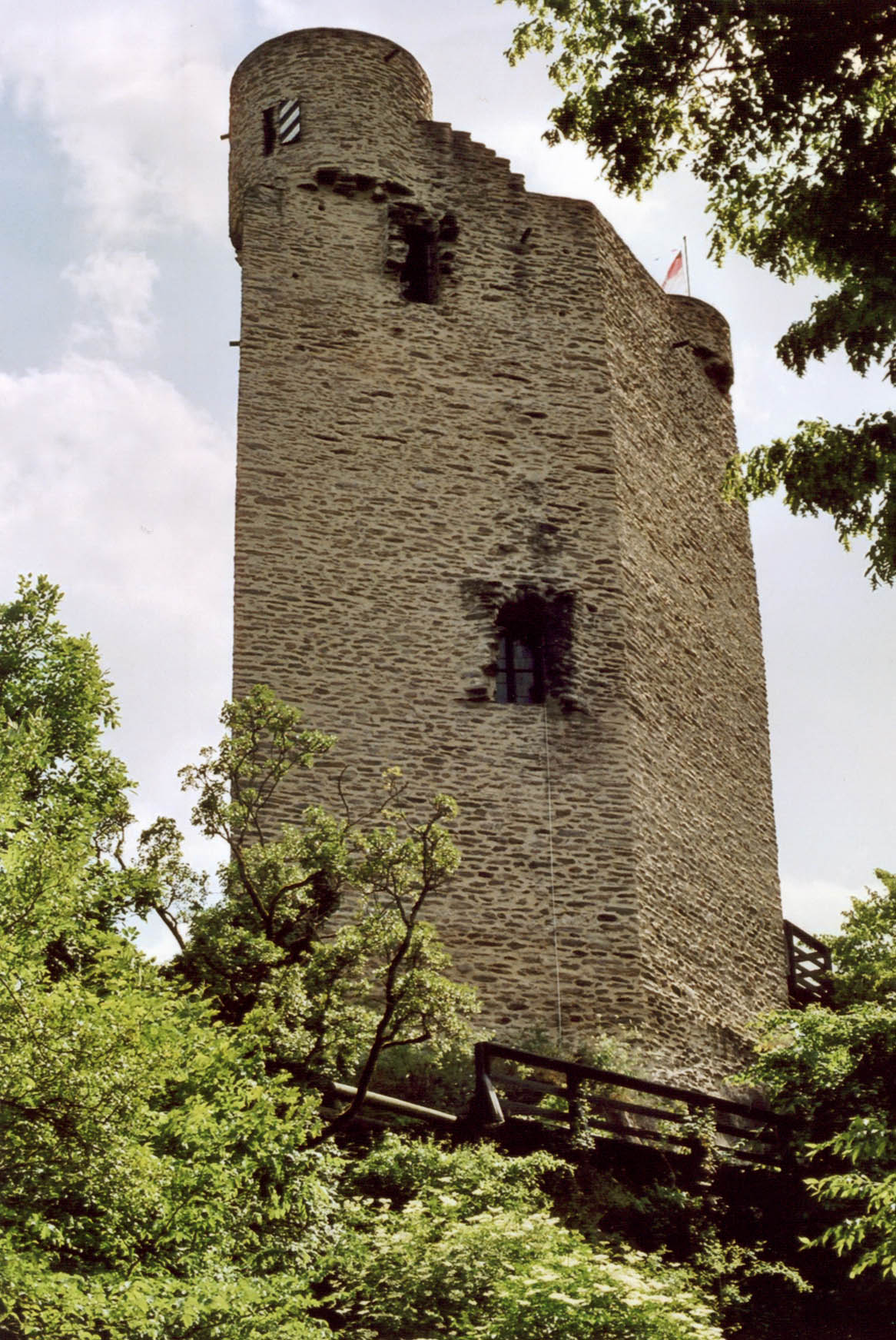
Burg Laurenburg
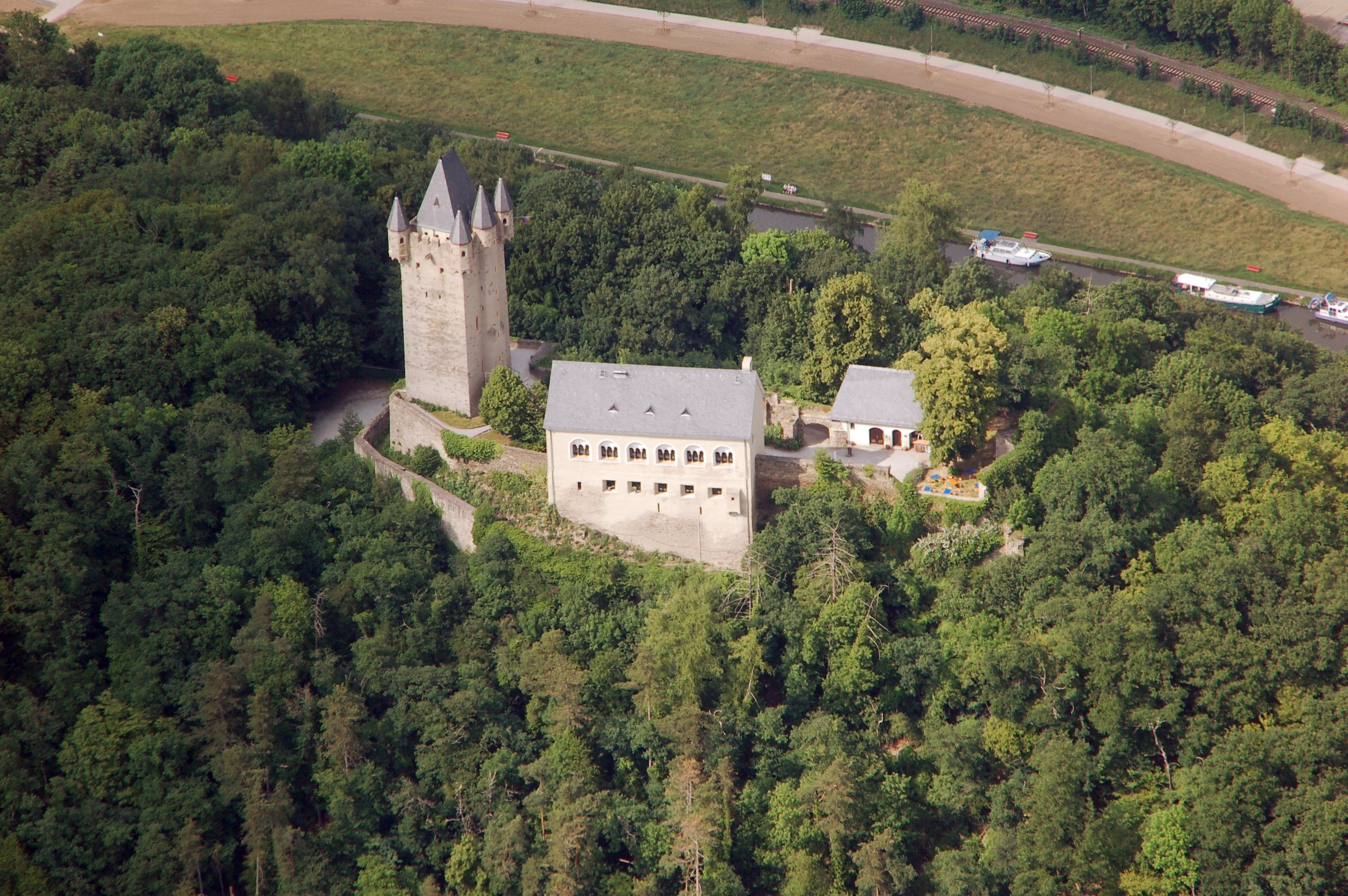
Burg Nassau

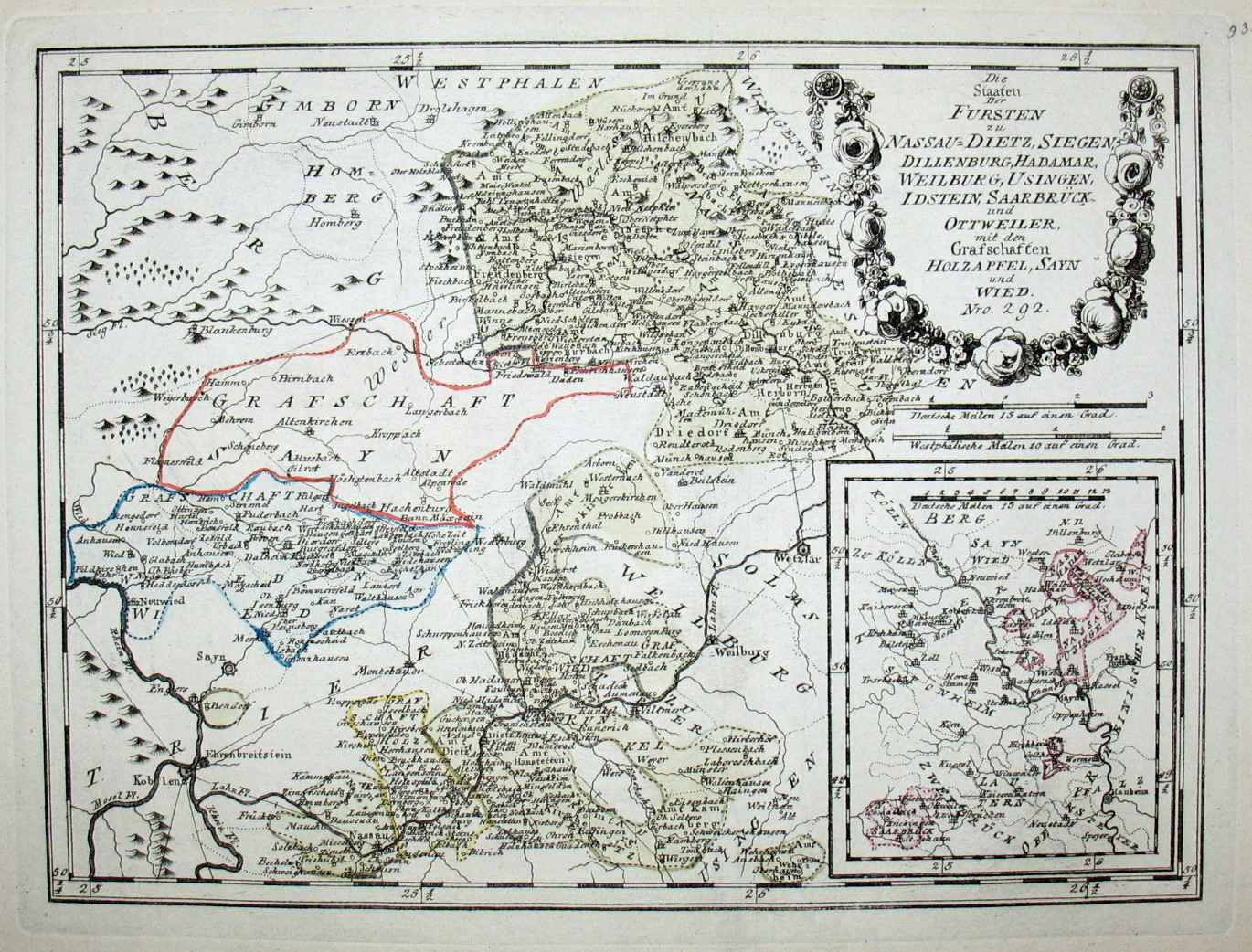
Karte der Territorien des Hauses Nassau, im Jahr 1795

Heinrichs II. Söhne Walram II. und Otto I. teilten 1255 in der Prima divisio ihre Lande in zwei Teile und ihr Haus in zwei Linien, die nach ihnen ottonische und walramische Linie genannt werden. Grenzlinie war im Wesentlichen die Lahn, wobei Otto den nördlichen Landesteil mit Siegen, Dillenburg, Herborn und Haiger und Walram den südlich des Flusses gelegenen Teil der Grafschaft mit Weilburg und Idstein erhielt. Beide Linien wurden in den nächsten Jahrhunderten vielfach geteilt (s. u.). Jedoch konnten durch Erbschaften auch erhebliche territoriale Zugewinne erzielt werden. Zu den bedeutendsten Erwerbungen des ottonischen Zweiges gehörten u. a. 1417 die Grafschaft Vianden (heute Teil des Großherzogtums Luxemburg) und 1403 verschiedene in den Niederlanden gelegene Herrschaften, deren Mittelpunkt die Herrschaft Breda bildete. Die dortige Linie erwarb ihrerseits durch Heirat und Erbgang 1530 das südfranzösische Fürstentum Orange (Oranien). Aus dieser Linie gingen seit dem frühen 16. Jahrhundert zahlreiche Statthalter der Niederlande hervor, deren Nachfahren ab 1815 den Thron im Königreich der Niederlande bestiegen. Da männliche Stammhalter ausblieben, stehen die königlichen Staatshäupter der Niederlande seit 1890 in weiblicher Folge der Ottonischen Linie, die großherzoglichen Staatshäupter von Luxemburg seit 1912 in weiblicher Folge der walramischen Linie. Beide regierenden Häuser stehen aber in der Tradition des Hauses Nassau, das in beiden Staaten gesetzlich das Staatsoberhaupt stellt, und führen immer noch dessen Namen.

## Wappen

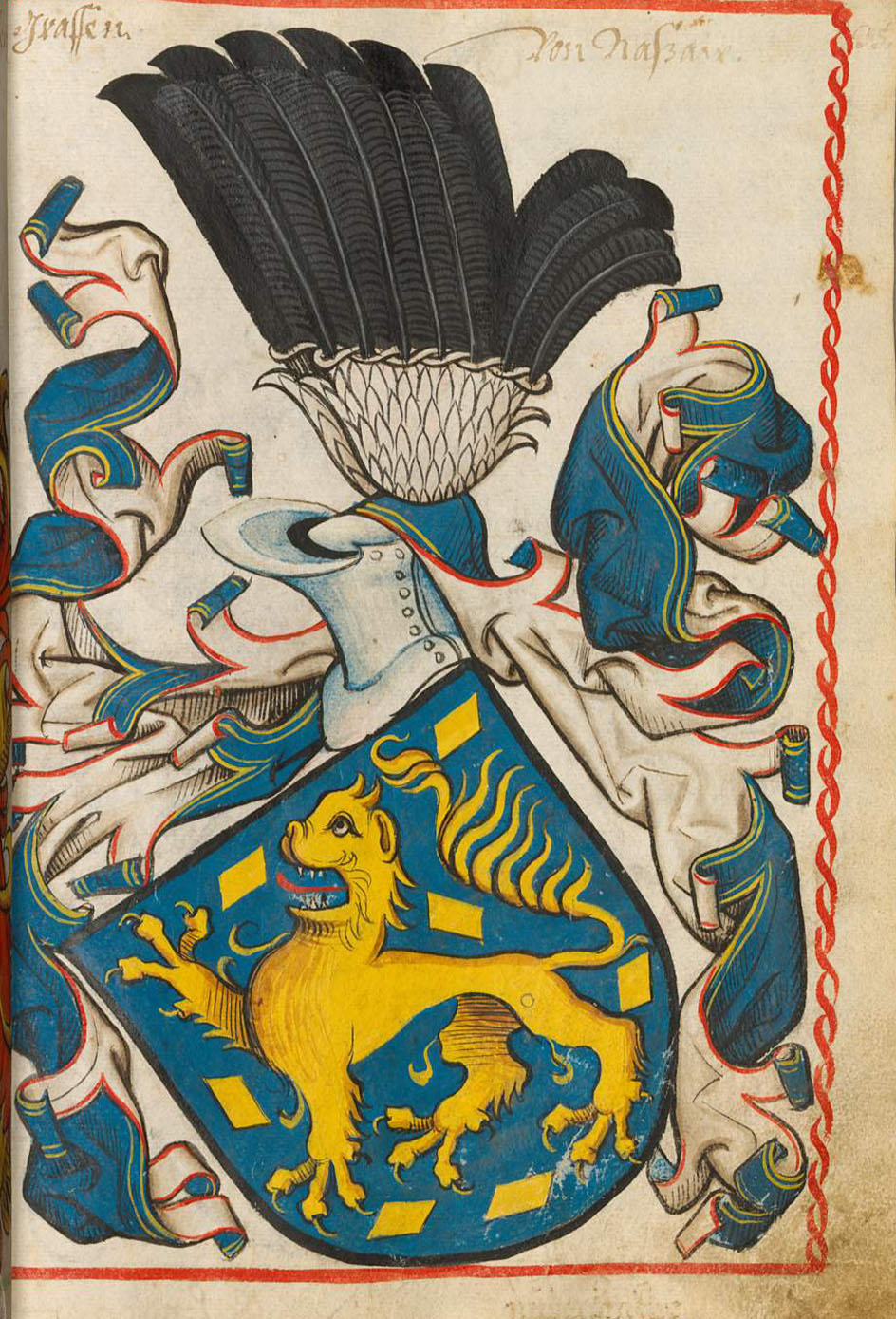
Wappen aus dem Scheiblerschen Wappenbuch
1450–1480

Die Wappen des Hauses Nassau wurden im frühen 13. Jahrhundert wahrscheinlich vom Wappen der Pfalzgrafschaft Burgund, der historischen französischen Region Franche-Comté, abgeleitet. Während das älteste erhaltene Siegel von 1198 von Graf Walram I. einen Löwen ohne weitere Zutaten zeigt, ist der Löwe in einem Siegel von 1246 seines Sohnes Heinrich II. bereits von Schindeln begleitet.

### Stammwappen der ottonischen Linie
Im blauen, mit goldenen Schindeln bestreuten Schild ein goldener rotbewehrter Löwe; auf dem Helm mit blau-goldenen Decken ein schwarzer Flug, belegt mit einem aufgebogenen silbernen Schrägbalken, der mit goldenen Lindenblättern belegt ist, die aus goldenem Flechtwerk oberhalb des Balkens, durch dessen Maschen die Schwungfedern des Fluges gesteckt sind, herabhängen. (Ab dem 16. Jahrhundert wurde das Flechtwerk nicht mehr dargestellt.)

### Stammwappen der walramischen Linie
Im blauen, mit goldenen Schindeln bestreuten Schild ein goldener rotbewehrter Löwe (seit dem 15. Jahrhundert auch rot- oder goldengekrönt); auf dem Helm mit blau-goldenen Decken zwei blaue, mit goldenen Schindeln bestreute Büffelhörner, zwischen denen seit 1353 der goldene, rotbewehrte und rotgekrönte Pfälzer Löwe sitzt.
Anlässlich der Erbeinigungskonferenzen, inklusive des Nassauischen Erbvereins, zwischen den beiden Hauptlinien wurde zu Bad Ems im Sommer 1783 festgesetzt, dass der nassauische Löwe rot bewehrt und rot gekrönt werden solle. Dessen ungeachtet wird er heute, wie auch schon im großen und mittleren Wappen des Königreichs Preußen und der preußischen Provinz Hessen-Nassau, bzw. der späteren Provinz Nassau, im königlich niederländischen Wappen wie im großherzoglich luxemburgischen Wappen golden gekrönt.

## Die Ottonische Linie (1255–1890)

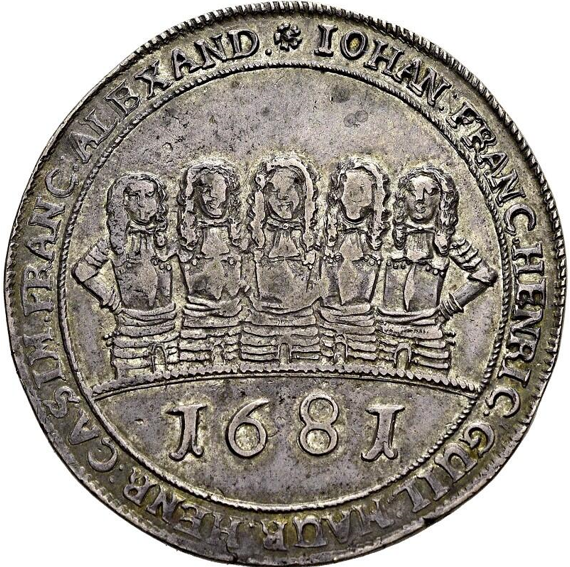
Fünf-Prinzen-Taler nassauischer Fürsten der ottonischen Linie des Hauses Nassau von 1681

Die Ottonische Linie wurde nach Graf Ottos Tod 1289 zunächst von dessen Söhnen gemeinsam
geführt und 1303 geteilt in
- Nassau-Dillenburg (1303–1328 unter Johann), mit Dillenburg, Herborn, der Herborner Mark und dem Kalenberger Zent (um Beilstein), kam 1328 an Nassau-Siegen
- Nassau-Hadamar, ältere Linie (1303–1394), fällt an Siegen-Dillenburg
- Nassau-Siegen, ältere Linie, ab 1328 Nassau-Dillenburg (1303–1341), geteilt in
  - Nassau-Beilstein, ältere Linie (1341–1561), fällt an Dillenburg
  - Nassau-Dillenburg, ältere Linie (1341–1606), regierte seit 1386 auch Teile der Grafschaft Diez

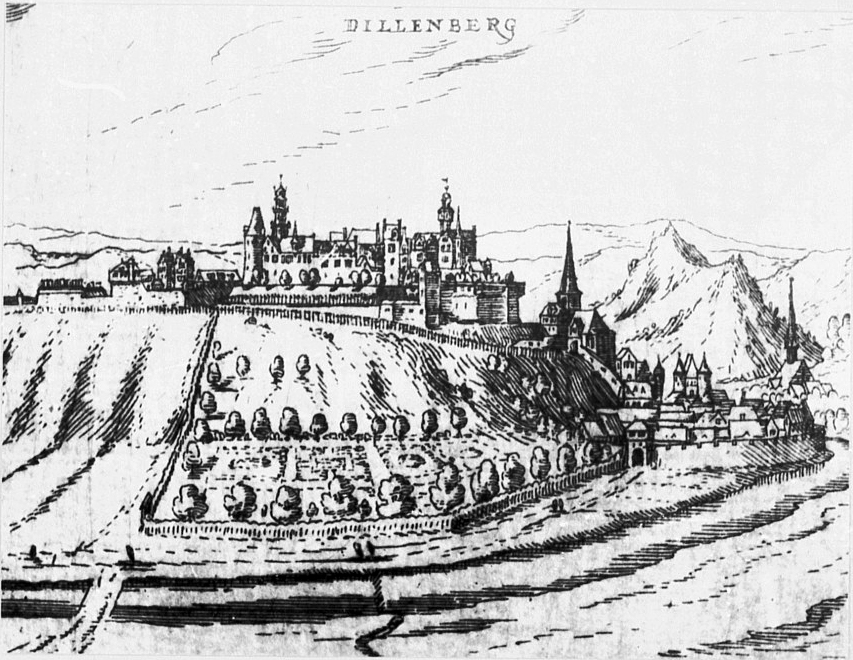
Dillenburger Schloss
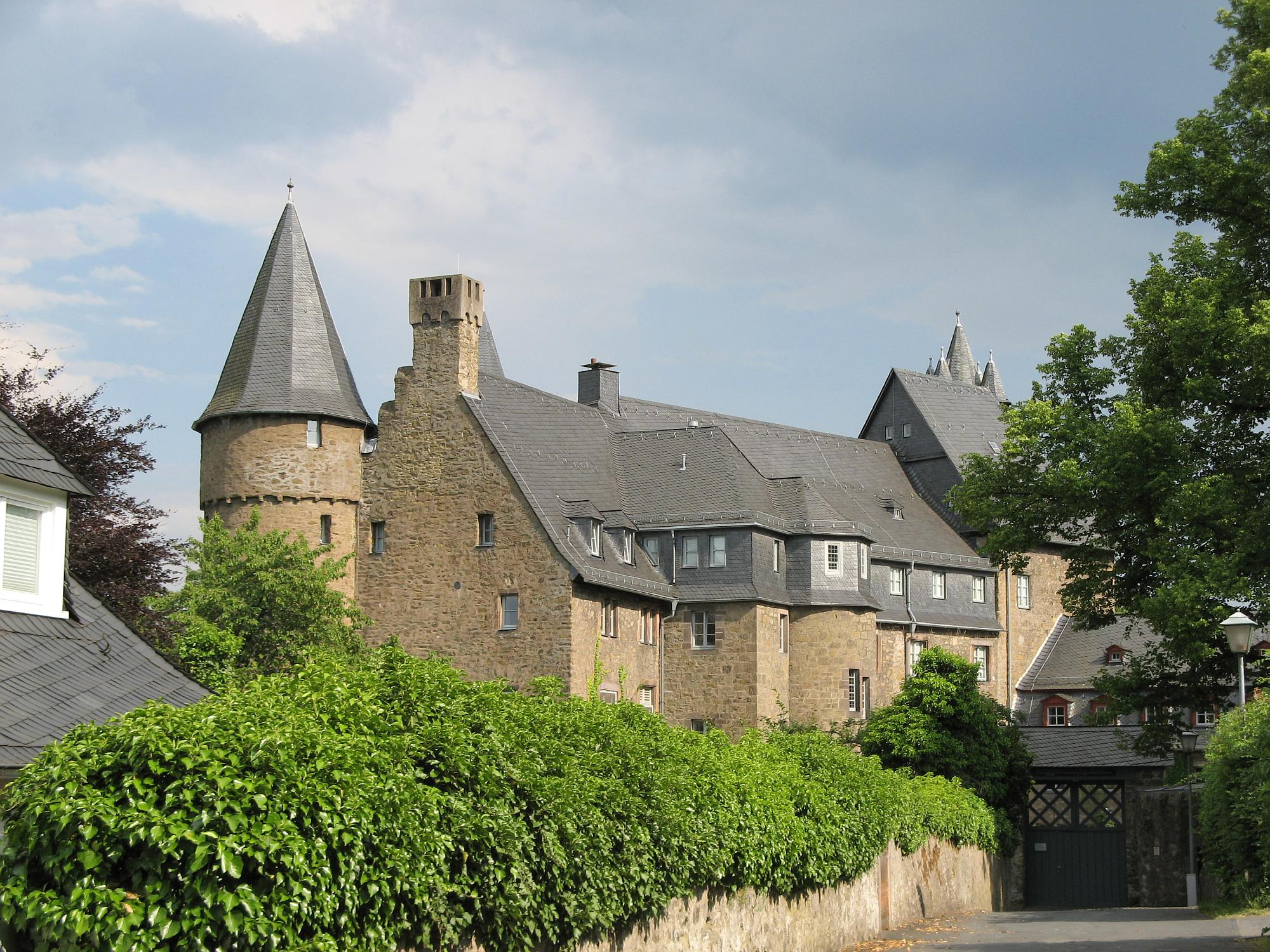
Schloss Herborn
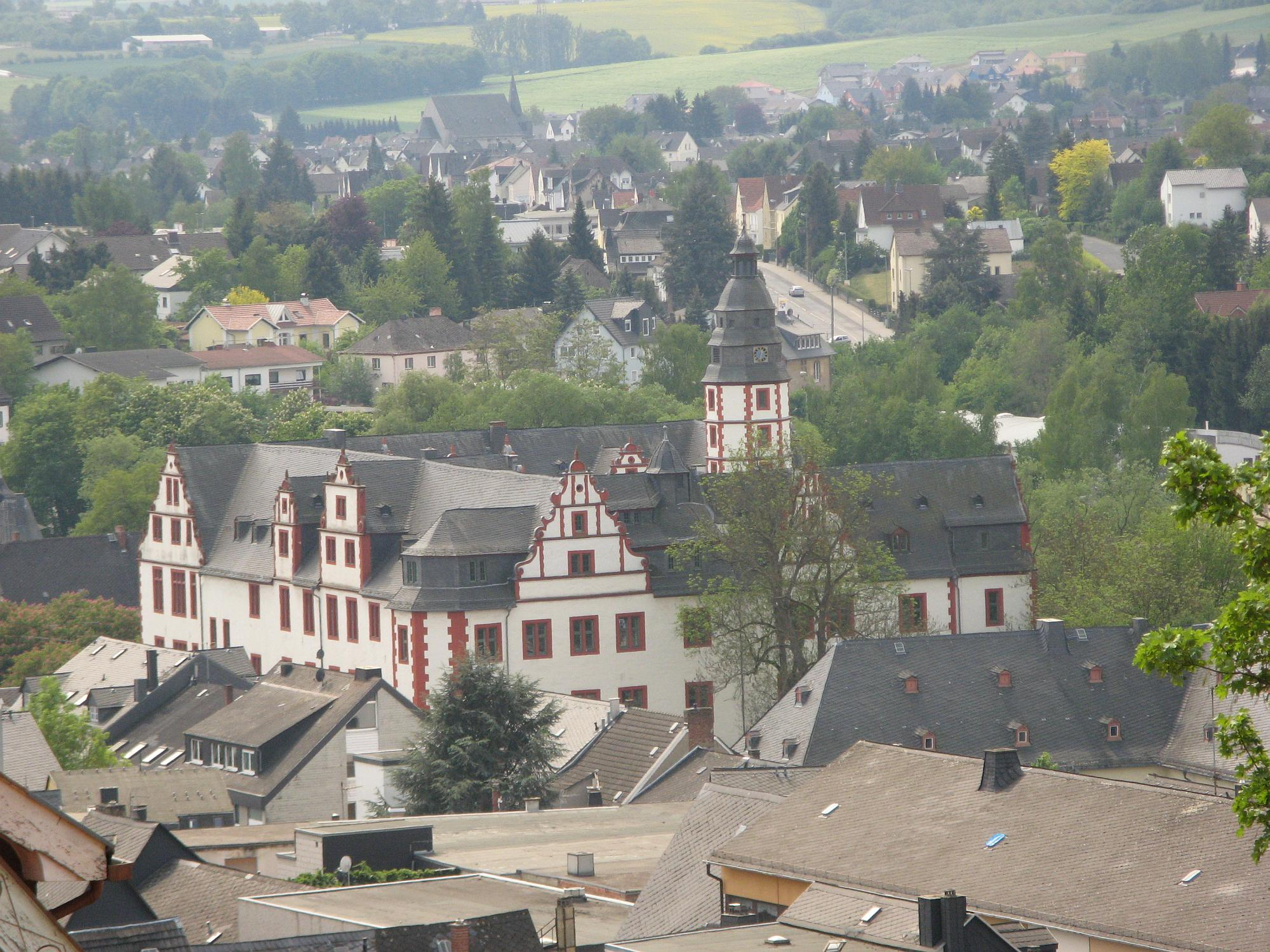
Schloss Hadamar
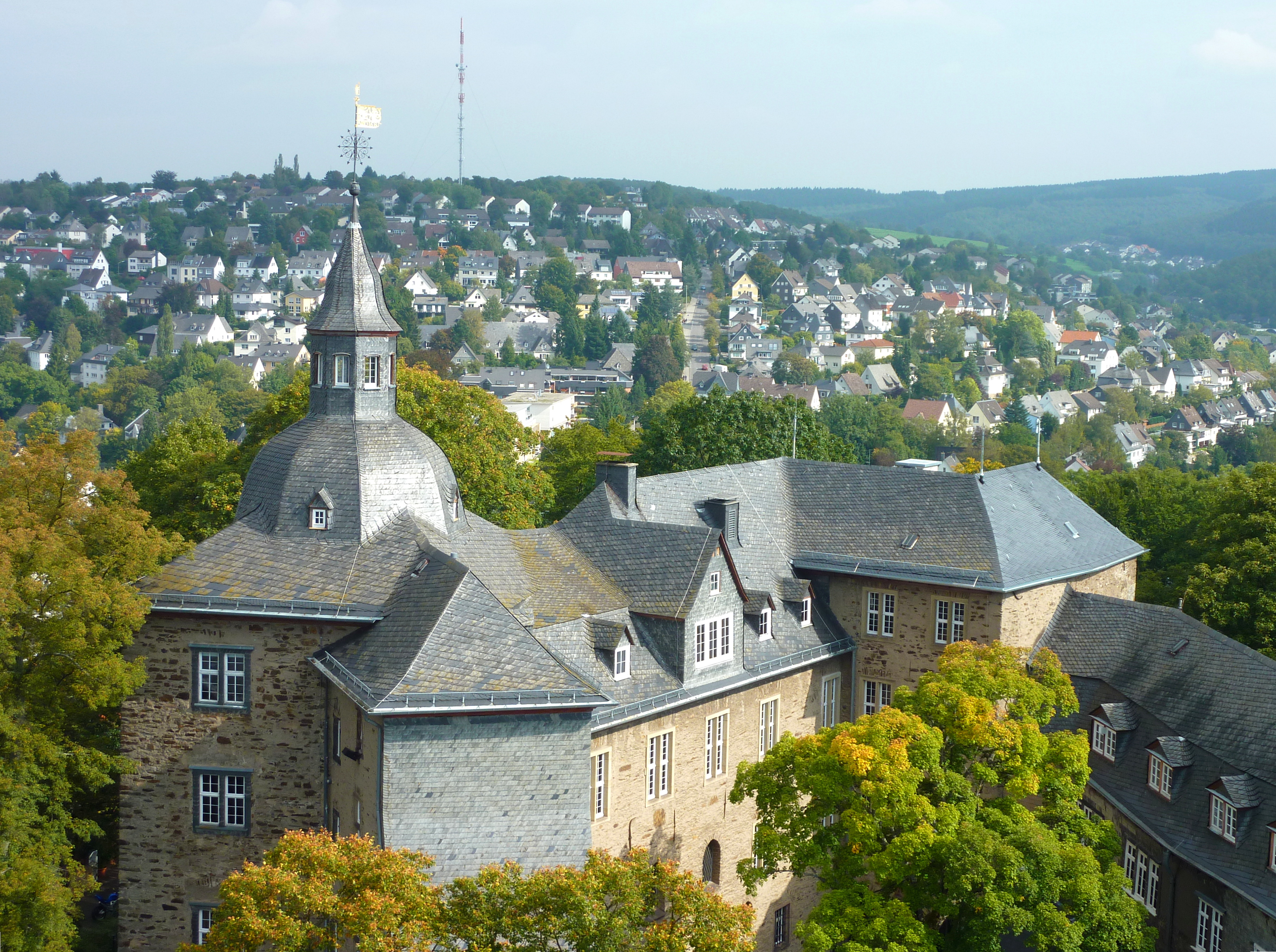
Siegen (Oberes Schloss)
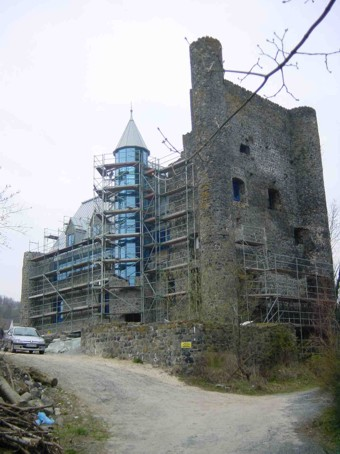
Burg Beilstein (Westerwald)
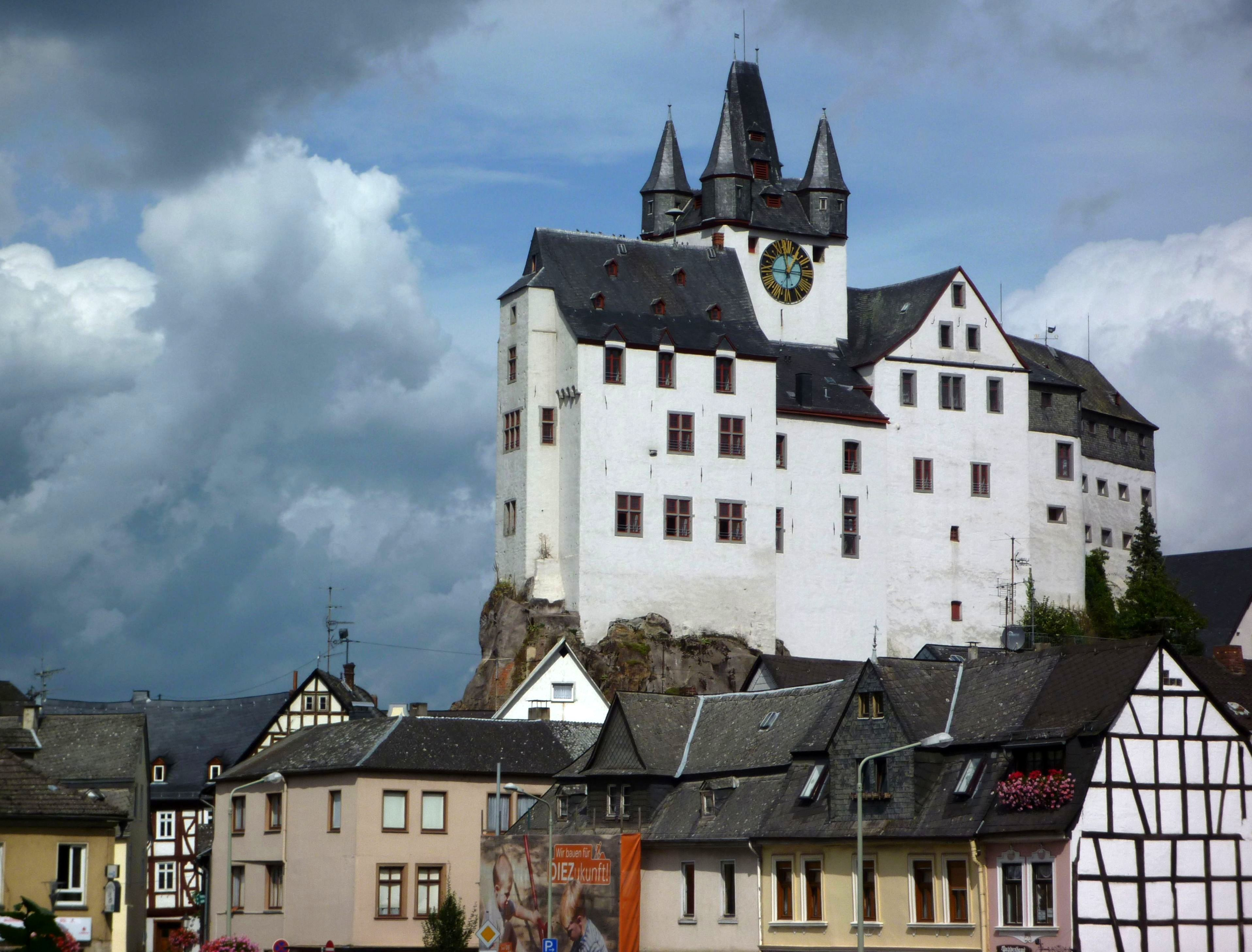
Schloss Diez

### Die ältere Dillenburger und die Bredaer, später Oranische Linie

Wappen des Hauses Oranien (Niederländisches Königshaus)

Nassau-Dillenburg erwarb unter Johann I. (1362–1416) durch die Heirat seines ältesten Sohnes Adolf 1386 die Grafschaft Diez, 1403/1404 durch die Heirat seines jüngeren Sohnes Engelbert I. mit Johanna von Polanen (1392–1445), zahlreiche Güter am Niederrhein, vor allem Breda, de Lek, Oosterhout und Niervaart. So wurde das Haus Nassau bereits zu Beginn des 15. Jahrhunderts zu einem der großen Grundbesitzer in den Niederlanden. 1417 erbte Engelbert von einer Tante außerdem die Grafschaft Vianden und von seinem Bruder Adolf 1420 Nassau-Dillenburg und die halbe Grafschaft Diez. Unter der Regierung seines Sohnes Johann IV. (1442–75) verlagerte sich der Schwerpunkt der Herrschaft mehr und mehr in die niederländischen Besitzungen. Diese fielen dessen Sohn Engelbert II. (1475–1504) zu, währenddessen Bruder Johann V. (1475–1516) Dillenburg erhielt. Da Engelbert keine Erben hinterließ, folgte ihm sein Neffe, Johanns V. Sohn Heinrich III. (1504–38), der den Einfluss Nassaus in den Niederlanden noch erheblich ausweiten konnte. Durch die Heirat mit Claudia von Orange aus dem Hause Chalon erwarb er das Fürstentum Orange in Südfrankreich; beider Sohn Renatus (1519–44) führte als erster Nassauer den souveränen Titel „Fürst von Orange“.

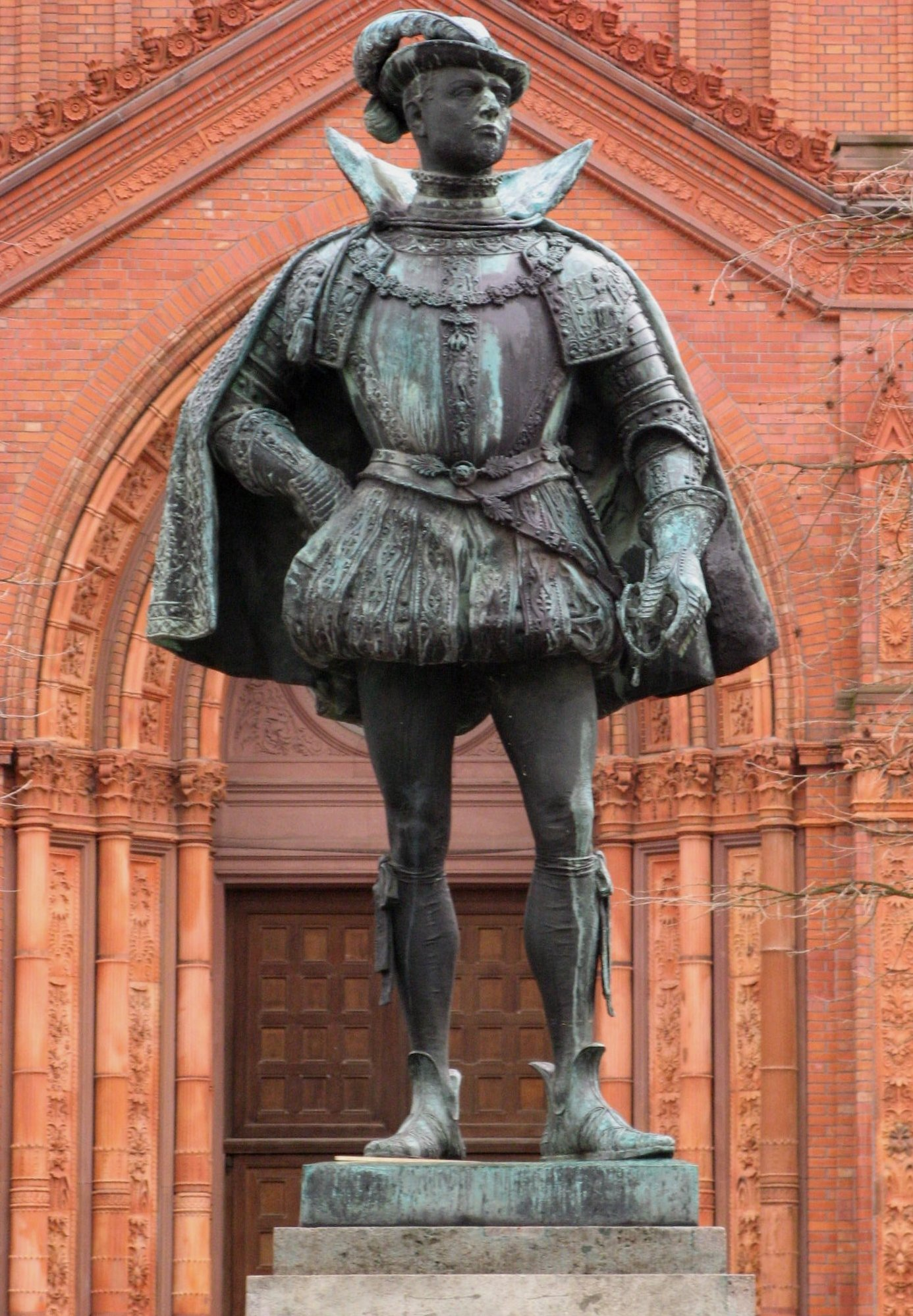
Wilhelm I. von Nassau (1545–1584) – Begründer der freien Niederlande – Standbild vor der Marktkirche in Wiesbaden

Heinrichs Bruder Wilhelm, genannt der Reiche (1516–1559), erbte das Dillenburger Land und führte dort bis 1536 die Reformation ein. Als die Bredaer Linie erneut erlosch, trat wieder der älteste Dillenburger Prinz das dortige Erbe an. Dies war Wilhelms des Reichen Sohn Wilhelm I. (der Schweiger) (1545–1584), der „Wilhelmus von Nassauen“ des gleichnamigen Volkslieds und der späteren niederländischen Nationalhymne. Er und seine Söhne Philipp Wilhelm (1609–1618), Moritz (1618–1625) und Friedrich Heinrich (1625–1647) führten die Vereinigten Niederlande im Achtzigjährigen Krieg von 1568 bis 1648 in die Unabhängigkeit und errangen mit seinem Urenkel Wilhelm III., dem „letzten Oranier“, 1688 die englische Krone. Sein niederländisches Erbe fiel an die Linie Nassau-Diez (siehe unten).
Der jüngere Bruder Wilhelms von Oranien, Johann VI., genannt der Ältere von Dillenburg (1559–1606), konnte nach dem Erlöschen der älteren Beilsteiner Linie 1561 wieder die gesamten ottonischen Stammlande in seiner Hand vereinigen. 1584 gründete er die lange Zeit überregional bedeutsame reformierte Hohe Schule Herborn. Nach seinem Tod wurde das Land jedoch erneut geteilt und es entstanden die Linien
- Nassau-Hadamar, jüngere Linie (1607–1711), 1629 katholisch, 1650 gefürstet, 1711 geteilt, 1743 ganz an Diez
- Nassau-Siegen, (1607–1623), 1623 geteilt in
  - Nassau-Siegen, reformierte Linie (1623–1734) auf dem Unteren Schloss, 1664 gefürstet, fällt an Siegen (katholisch)
  - Nassau-Siegen, katholische Linie (1623–1743) auf dem Oberen Schloss, 1652 gefürstet, fällt 1743 an Diez
- Nassau-Dillenburg (1607–1620), von Beilstein beerbt
- Nassau-Beilstein, jüngere Linie, ab 1620 Nassau-Dillenburg, jüngere Linie (1607–1739), 1652 gefürstet, 1739 an Diez, und
- Nassau-Diez (1607–1890)

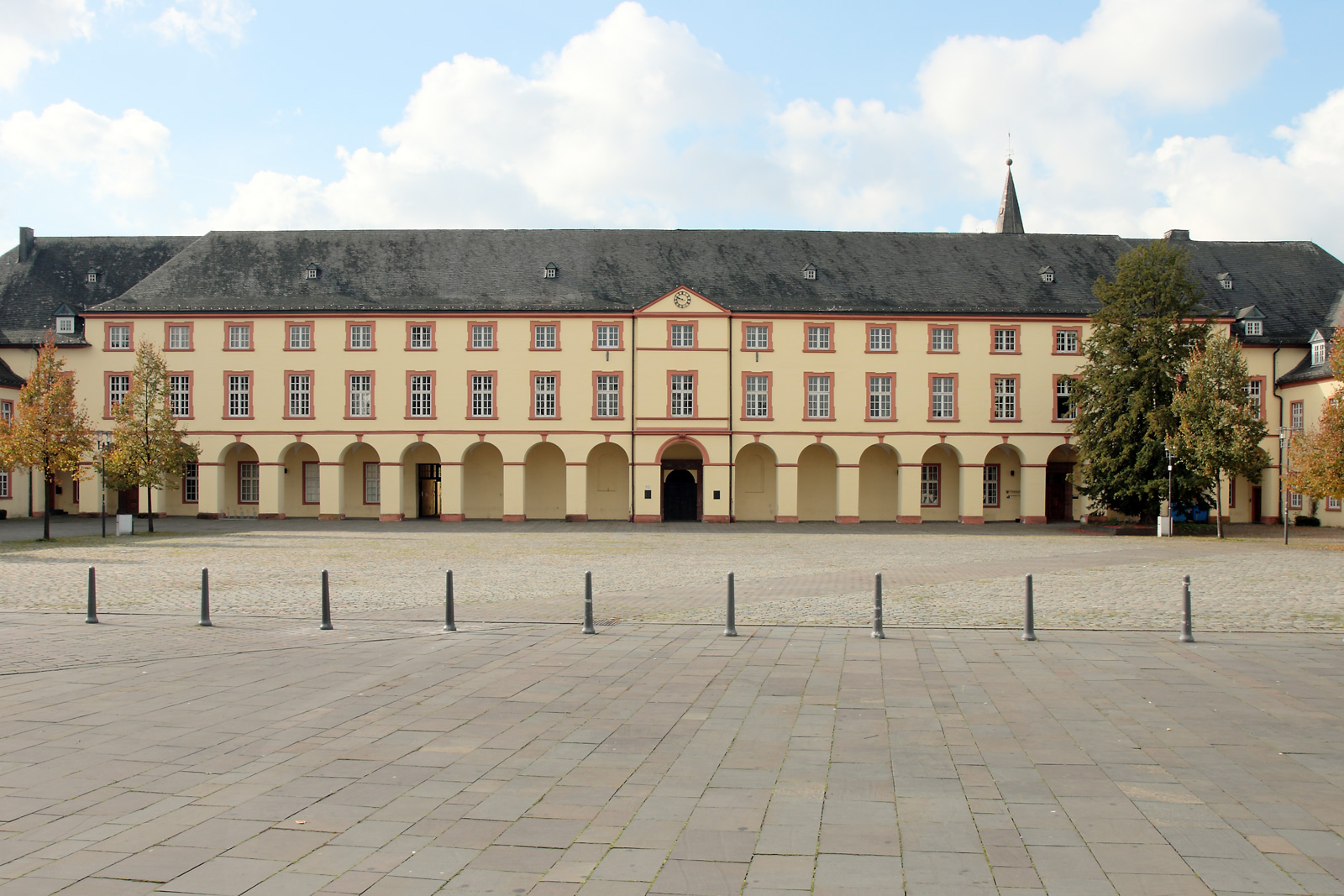
Siegen (Unteres Schloss)
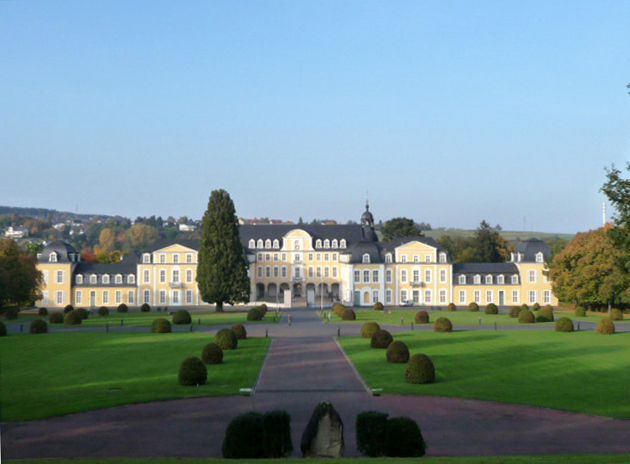
Schloss Oranienstein, Diez
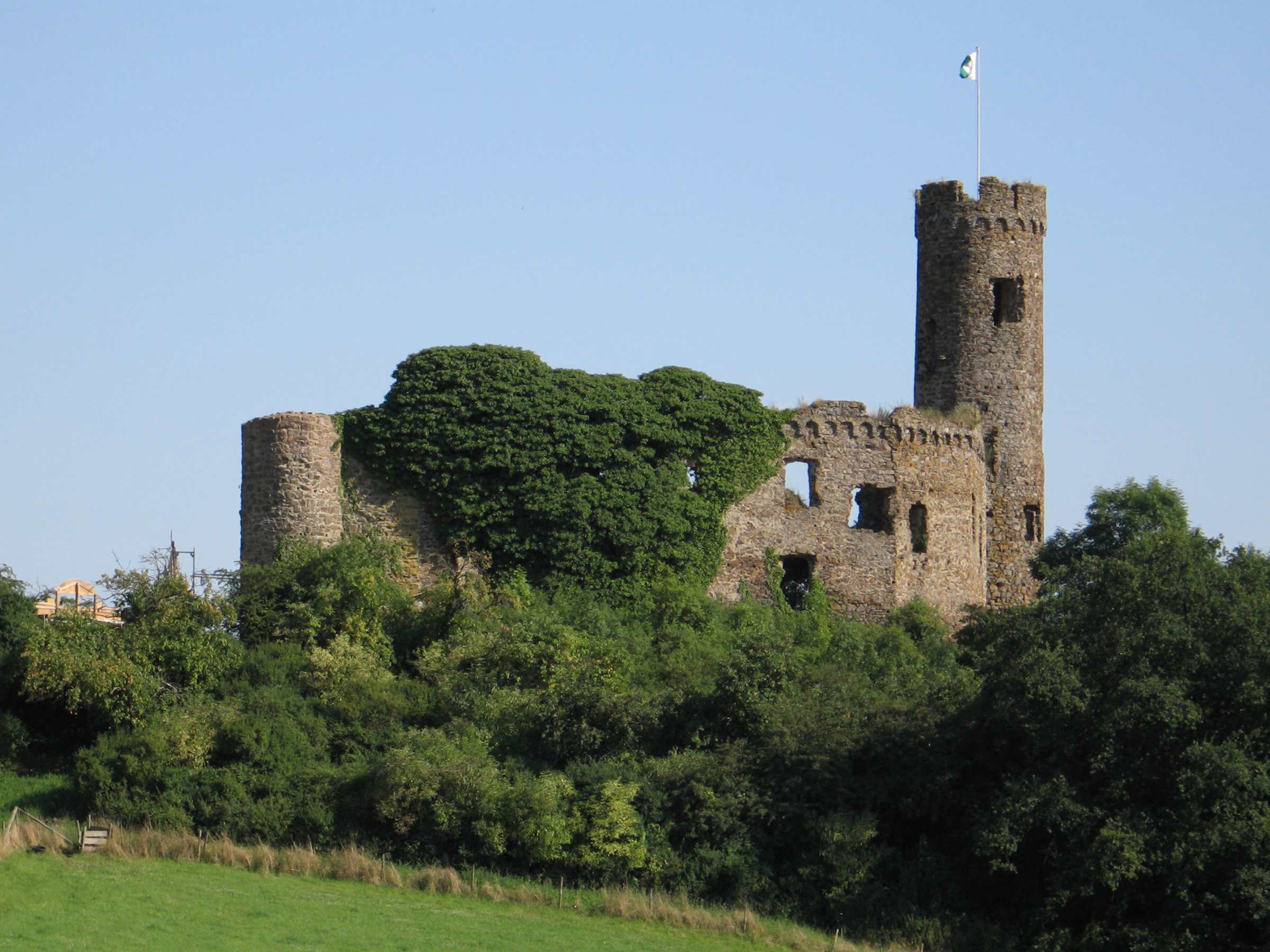
Burg Ardeck bei Diez

### Die Linie Nassau-Diez und das Haus Oranien
Die Linie Nassau-Diez beginnt mit Johanns VI. Sohn Ernst Casimir (1607–1632), der ab 1620 Statthalter von Friesland, ab 1625 auch von Groningen und Drente war. Er hielt sich fast ausschließlich in den Niederlanden auf, wie auch seine Nachfolger Wilhelm Friedrich (1632–1664), der 1655 in den Reichsfürstenstand erhoben wurde, Heinrich Casimir (1664–1696) und Johann Wilhelm Friso (1696–1711). Letzterer wurde 1702 von Wilhelm III. von England zum Generalerben der oranischen Linie eingesetzt; seine Nachkommen trugen ab 1713 den Titel „Prinzen von Oranien“; sie waren ab 1747 Erbstatthalter der Vereinigten Provinzen und ab 1815 Könige der Niederlande, von 1815 bis 1890 auch Großherzöge von Luxemburg.
1806 verloren sie die Herrschaft über ihre deutschen Länder, als die vereinigten Fürstentümer Diez, Dillenburg, Hadamar und Siegen an das napoleonische Großherzogtum Berg und 1815 im Wiener Kongress an die walramische Linie Nassau-Weilburg fielen (siehe unten). Die ottonische Linie bekam dafür das Großherzogtum Luxemburg als Kompensation. Die Linie starb zwar 1890 mit König Wilhelm III. (1849–1890) im Mannesstamm aus, was zur Thronbesteigung der Weilburger Linie in Luxemburg führte, der niederländische Thron wurde jedoch in weiblicher Linie vererbt und die Mitglieder des niederländischen Königshauses führen, neben dem niederländischen Prinzentitel, bis heute auch den Titel Prinz bzw. Prinzessin von Oranien-Nassau.

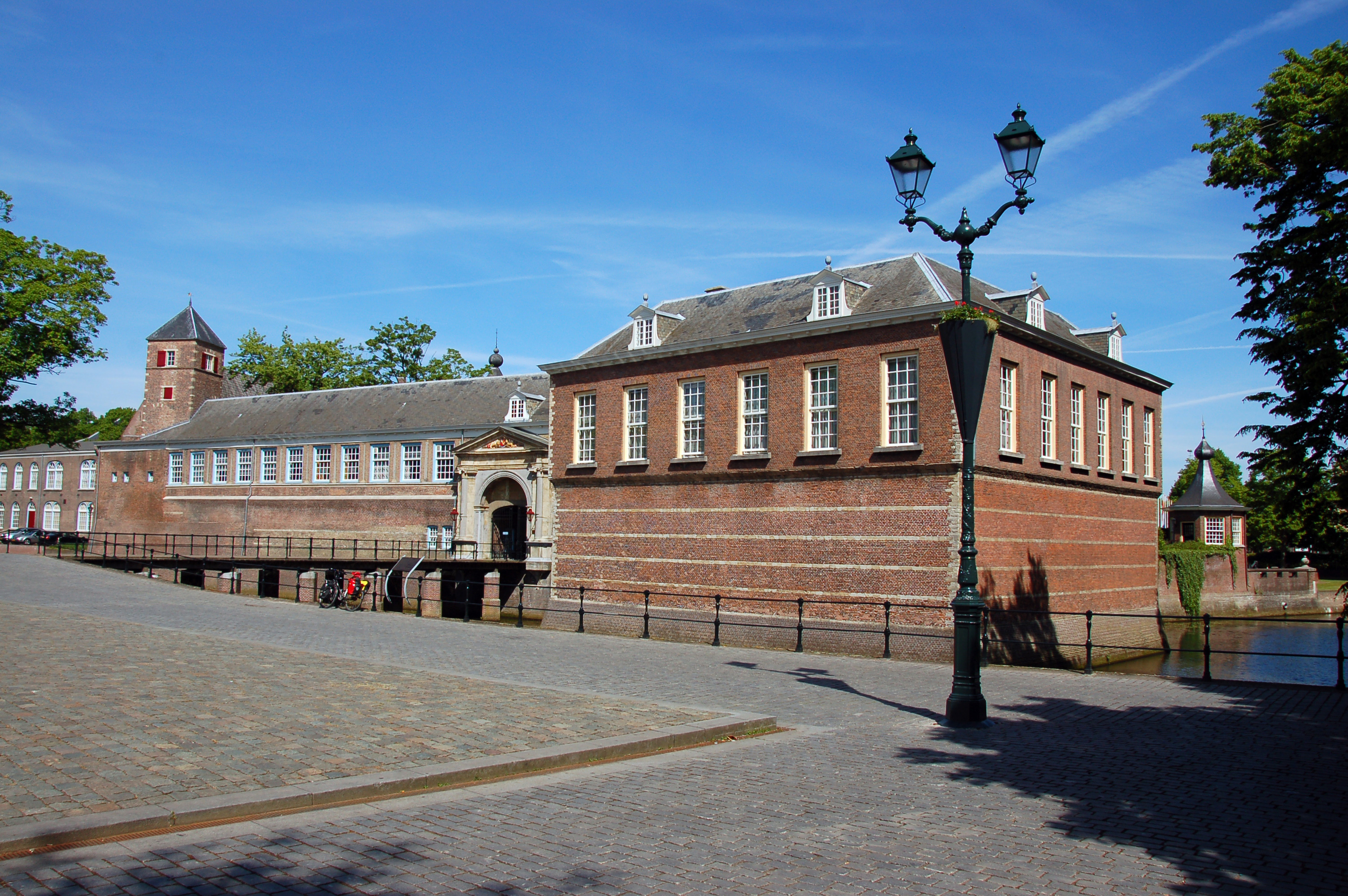
Schloss Breda, Niederlande
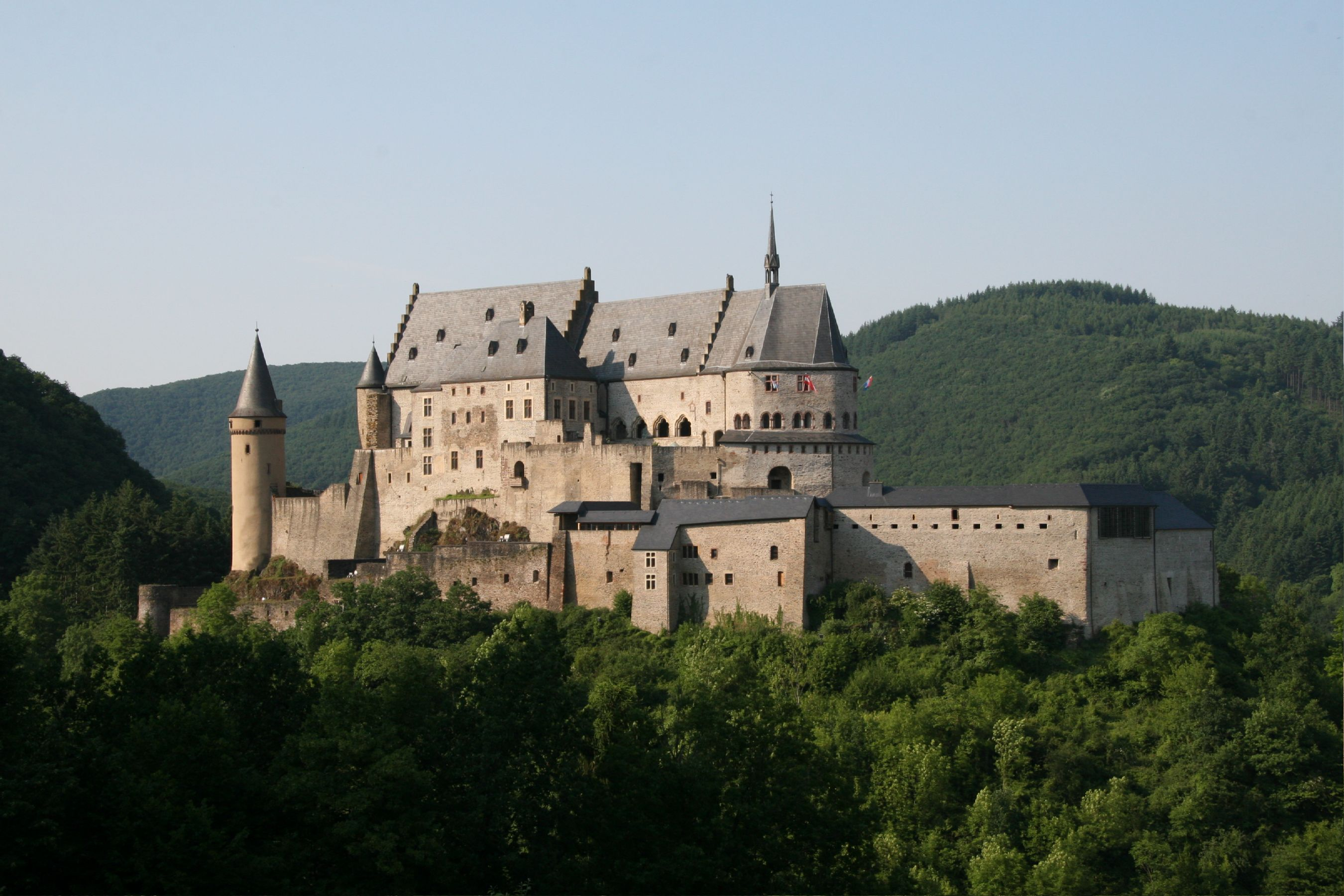
Burg Vianden, Luxemburg
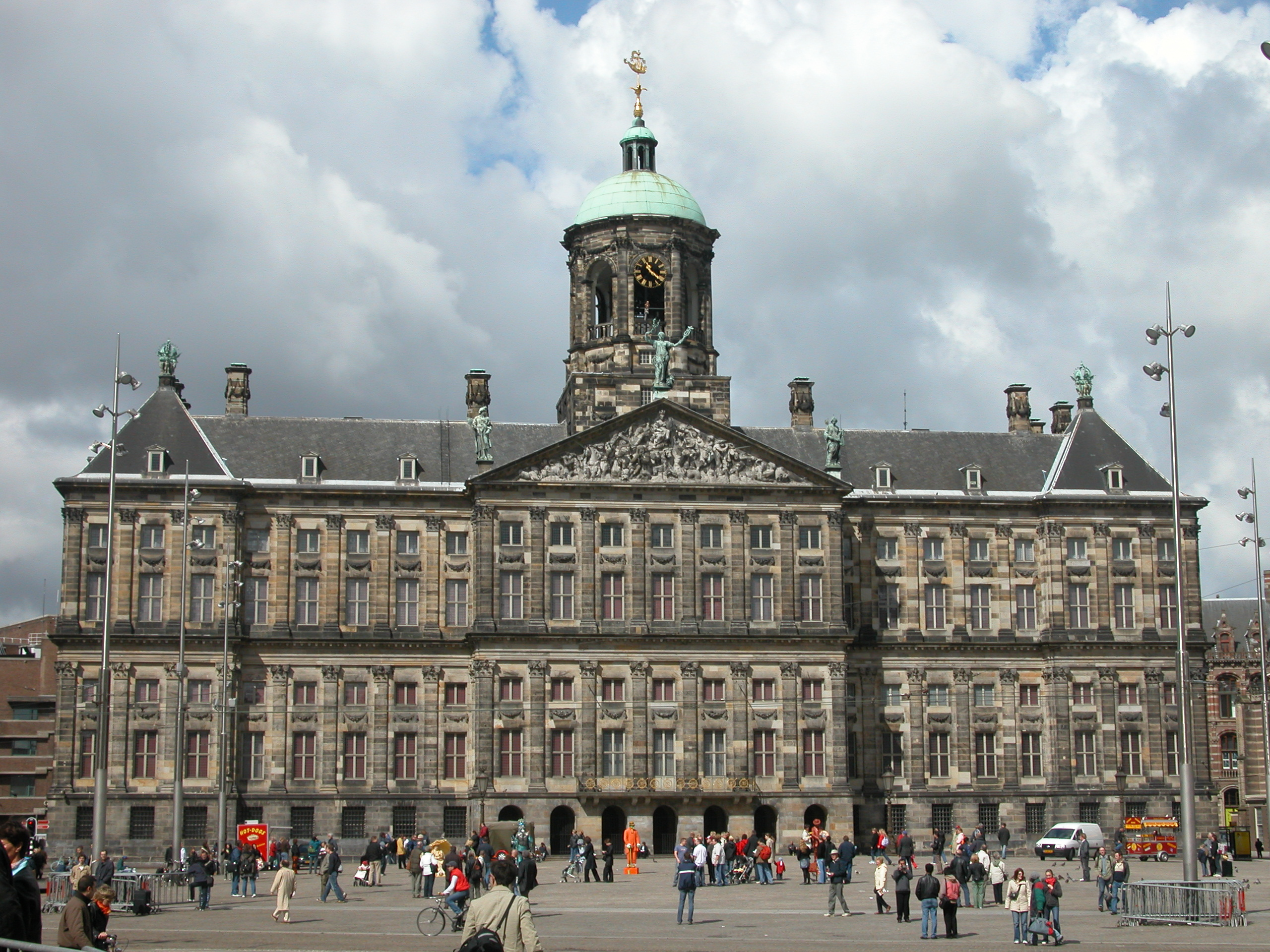
Paleis op de Dam, Amsterdam
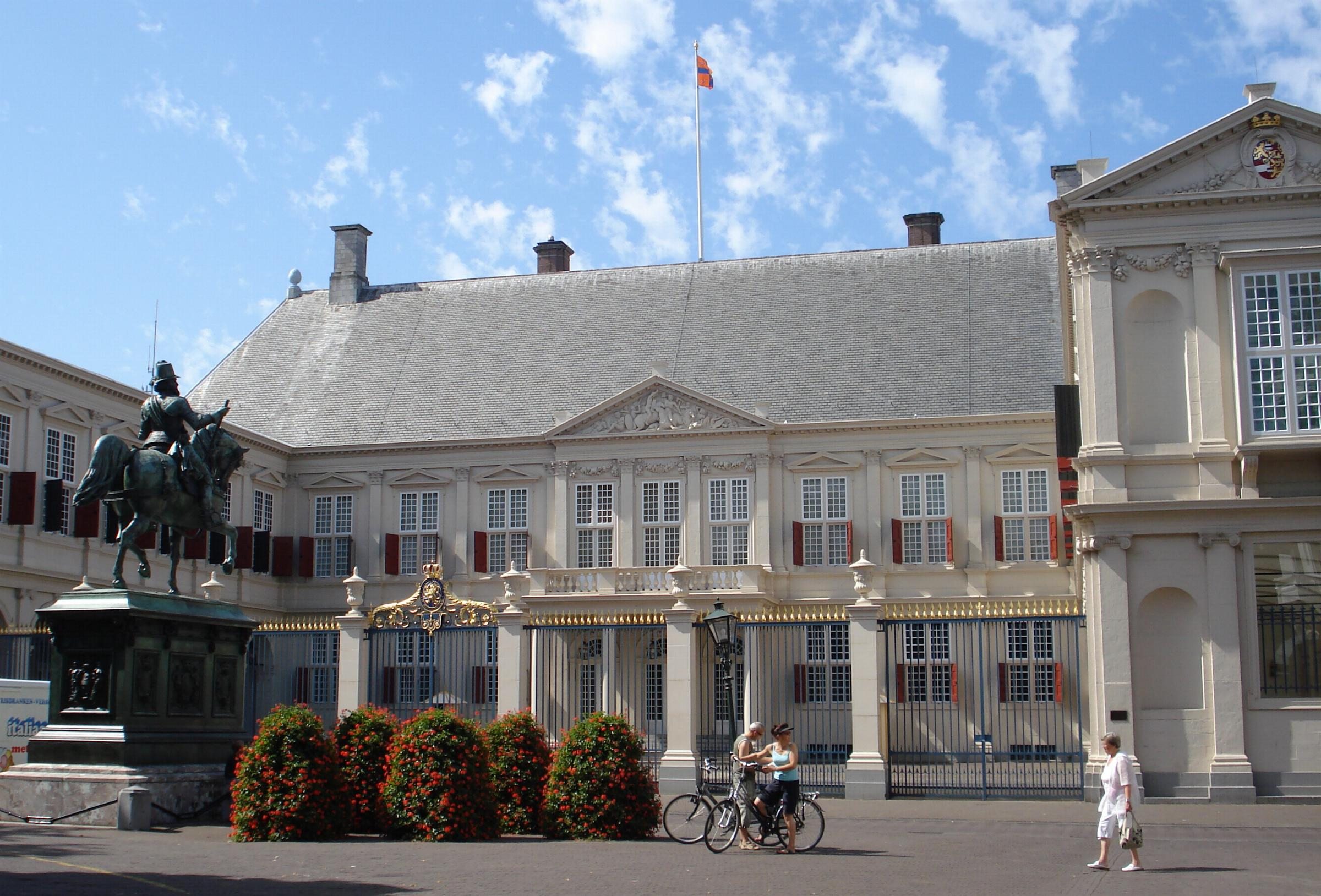
Paleis Noordeinde, Den Haag
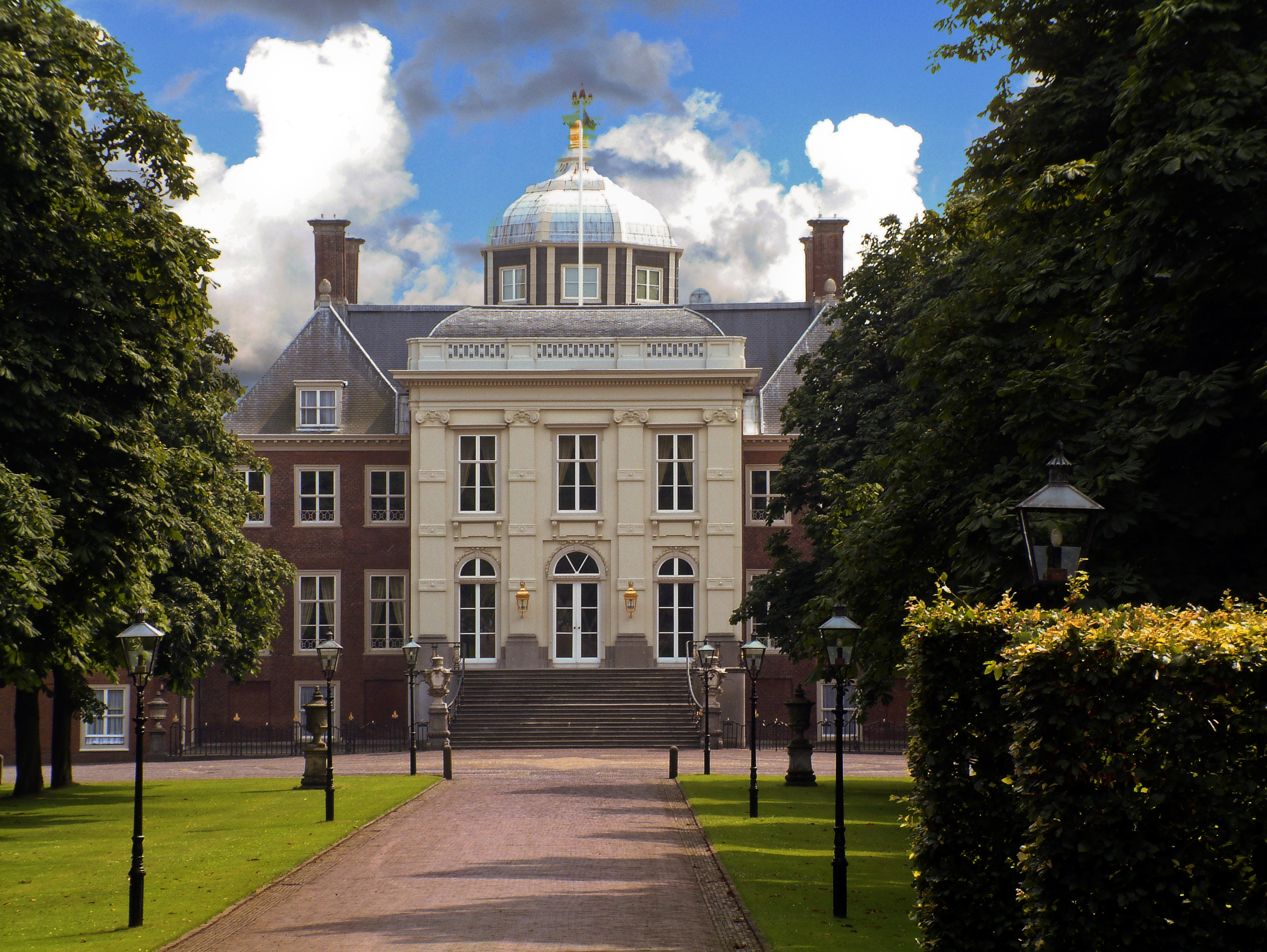
Huis ten Bosch, Den Haag
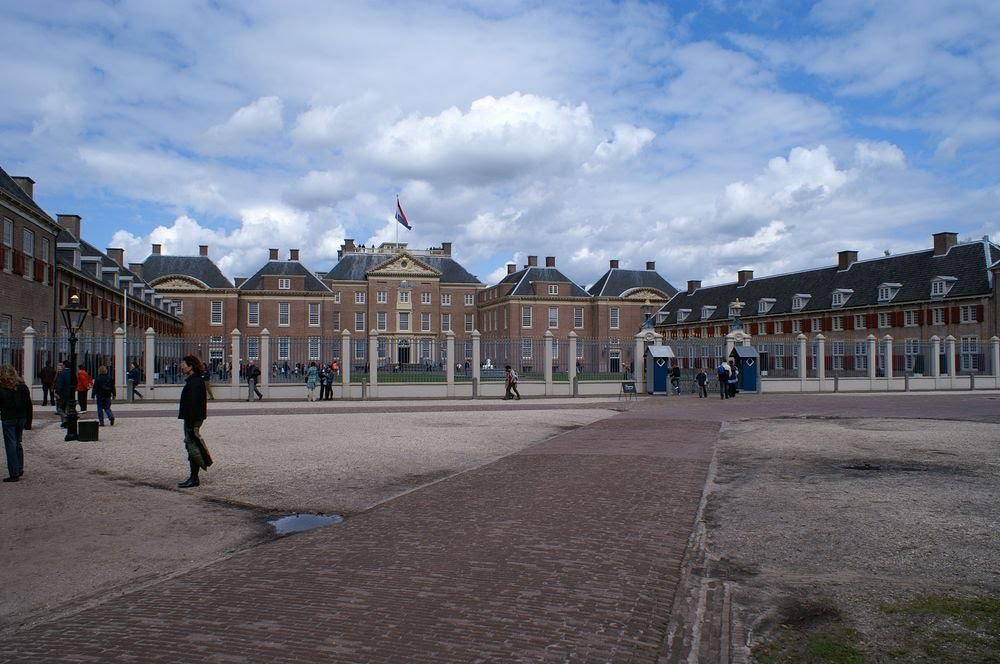
Schloss Het Loo

## Die Walramische Linie (1255–1912)

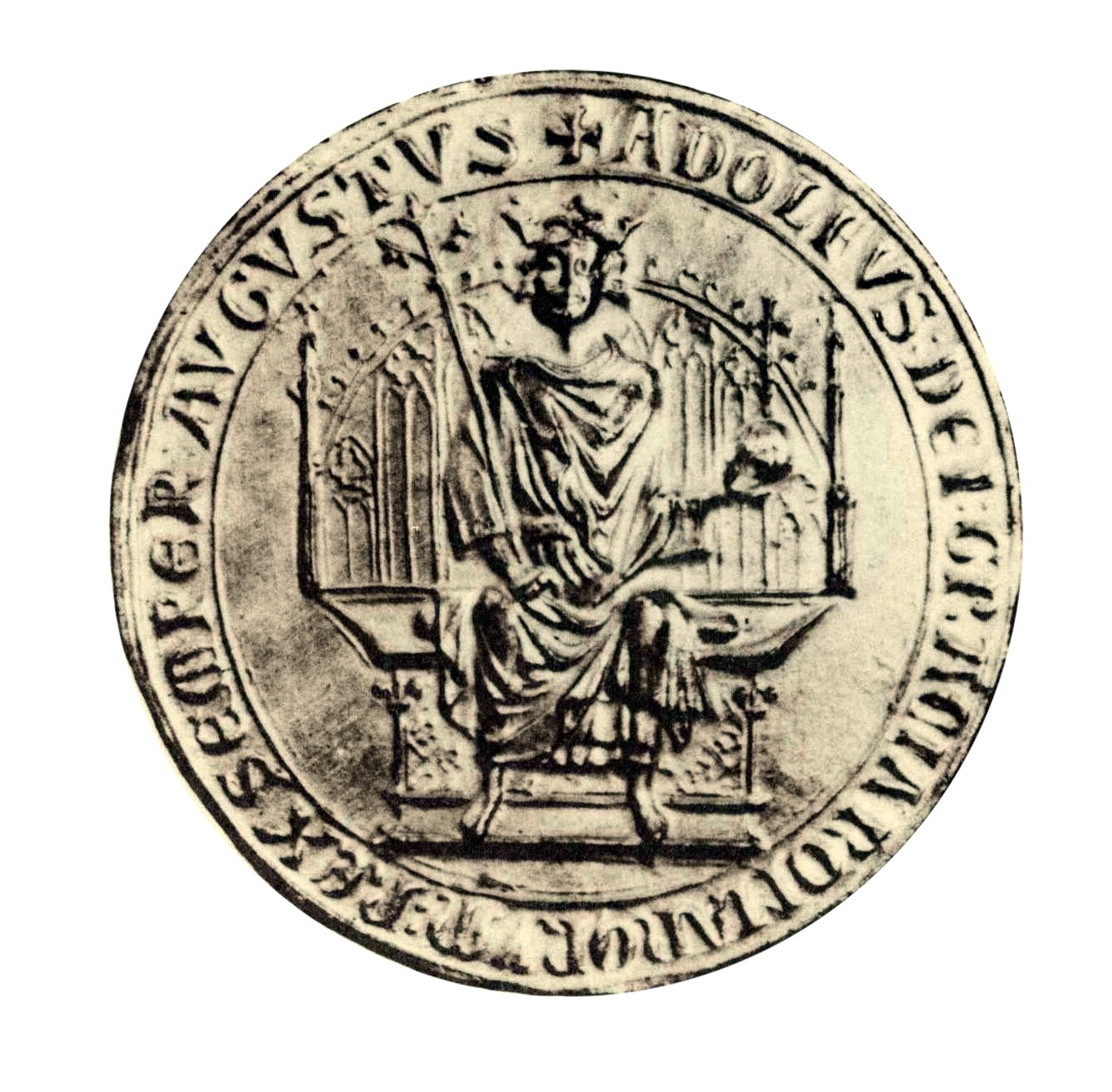
Kleines Thronsiegel König Adolfs von Nassau aus dem Jahre 1298

Der Walramischen Linie entstammte Walrams II. Sohn Adolf von Nassau (1277–1298), der 1292 zum deutschen König gekrönt wurde. Ihm folgten seine Söhne Ruprecht VI. (1298–1304) und Gerlach I. (1305–1361). 1328 fiel die Herrschaft Merenberg, 1385 die Grafschaft Saarbrücken durch Heirat an das Haus.
1355 wurde die Linie von Gerlachs Söhnen Adolf I. (1344–1370), Johann I. (1344–1371) und Ruprecht VII. (1361–1390) geteilt in:
- Nassau-Sonnenberg (1355–1405), fiel 1405 zu gleichen Teilen an Nassau-Wiesbaden-Idstein und Nassau-Weilburg-Saarbrücken
- Nassau-Wiesbaden-Idstein (1355–1480), 1480 erneut geteilt in
  - Nassau-Idstein, ältere Linie (1480–1509), fiel 1509 an Nassau-Wiesbaden
  - Nassau-Wiesbaden (1480–1605), erbt 1509 Idstein, fiel 1605 an Nassau-Weilburg
- Nassau-Weilburg-Saarbrücken (1355–1442), 1442 erneut geteilt in
  - Nassau-Saarbrücken, ältere Linie (1442–1574), 1547–1559 geteilt, fiel 1574 an Nassau-Weilburg
  - Nassau-Weilburg, ältere Linie (1442–1627)

Graf Philipp III. (1523–1559) führte 1526 die Reformation in seinem Herrschaftsgebiet ein. Die Saarbrücker Linie fiel 1574 an Weilburg zurück und so konnte Philipps III. Enkel Ludwig II. (1593–1627) 1605 mit dem Erbe der Wiesbaden-Idsteiner Linie wieder alle walramischen Linien in seiner Hand vereinigen. Nach seinem Tode wurde das Land jedoch erneut geteilt, und es entstanden die Linien:
- Nassau-Idstein, jüngere Linie (1629–1721), wurde beerbt von Nassau-Ottweiler
- Nassau-Saarbrücken, jüngere Linie (1629–1640), 1640 geteilt in
  - Nassau-Saarbrücken (1640–1723), fiel 1723 an Nassau-Ottweiler
  - Nassau-Ottweiler (1640–1728), erbte 1721 Nassau-Idstein, 1723 Nassau-Saarbrücken, fiel 1728 an Nassau-Usingen
  - Nassau-Usingen, (1640–1816), 1688 gefürstet, erbte 1728 Nassau-Idstein, Nassau-Ottweiler und Nassau-Saarbrücken, wurde 1735 wiederum geteilt in
    - Nassau-Usingen-Saarbrücken (1735–1797), fiel 1797 an Nassau-Usingen
    - Nassau-Usingen (1735–1816), 1806 Herzogswürde, mit Nassau-Weilburg vereinigt und 1816 von diesem beerbt
- Nassau-Weilburg, jüngere Linie (1629–1912)

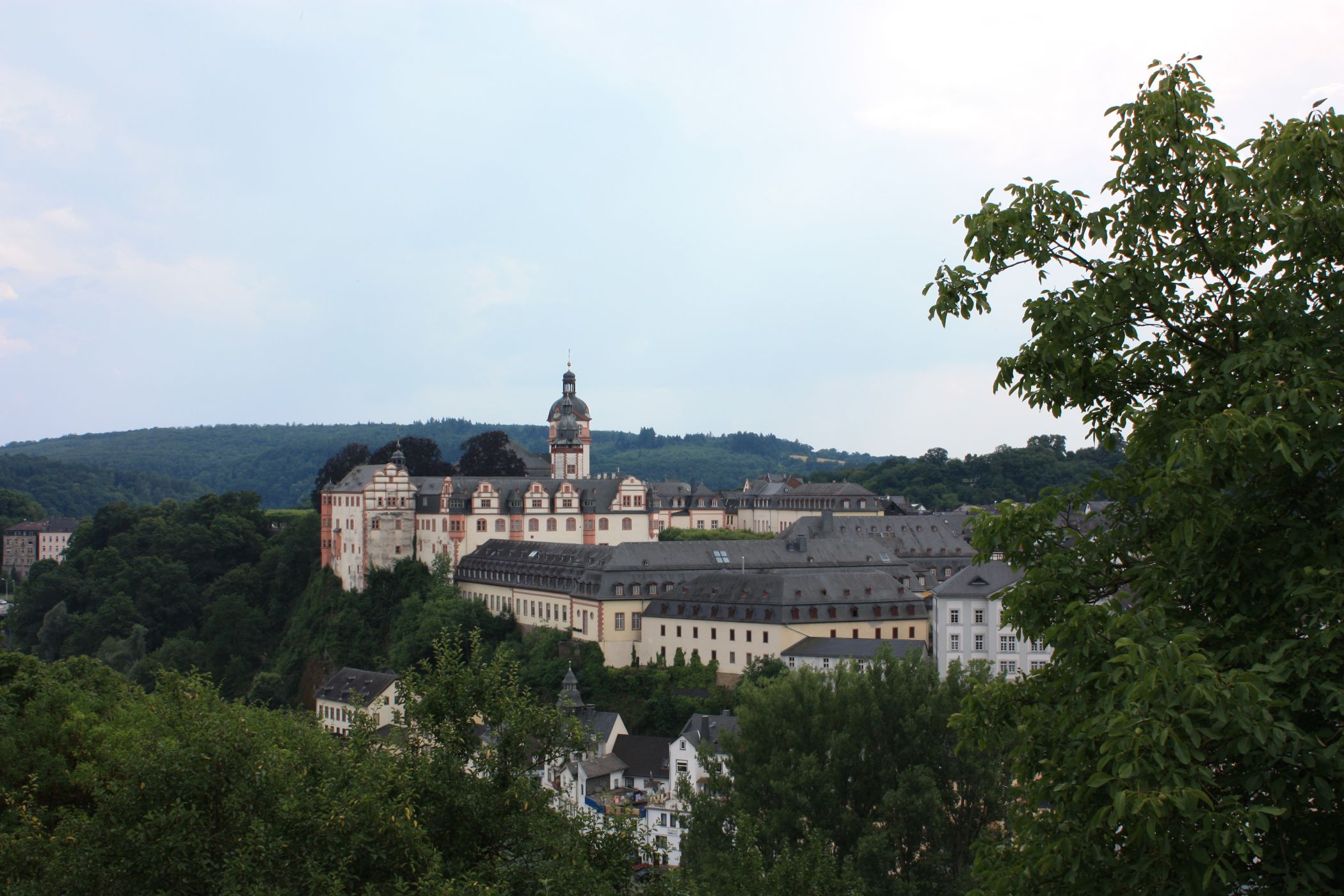
Schloss Weilburg
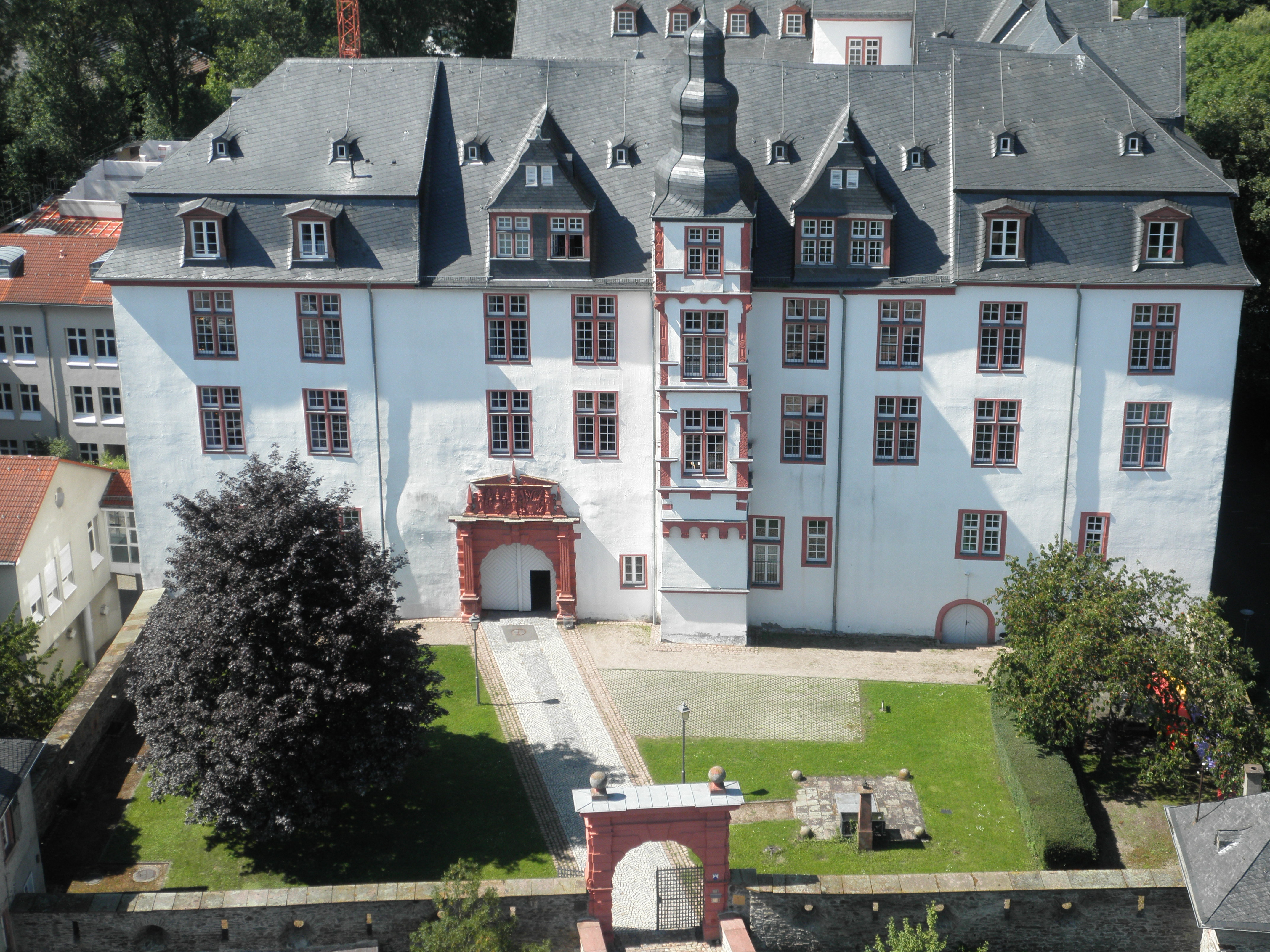
Schloss Idstein
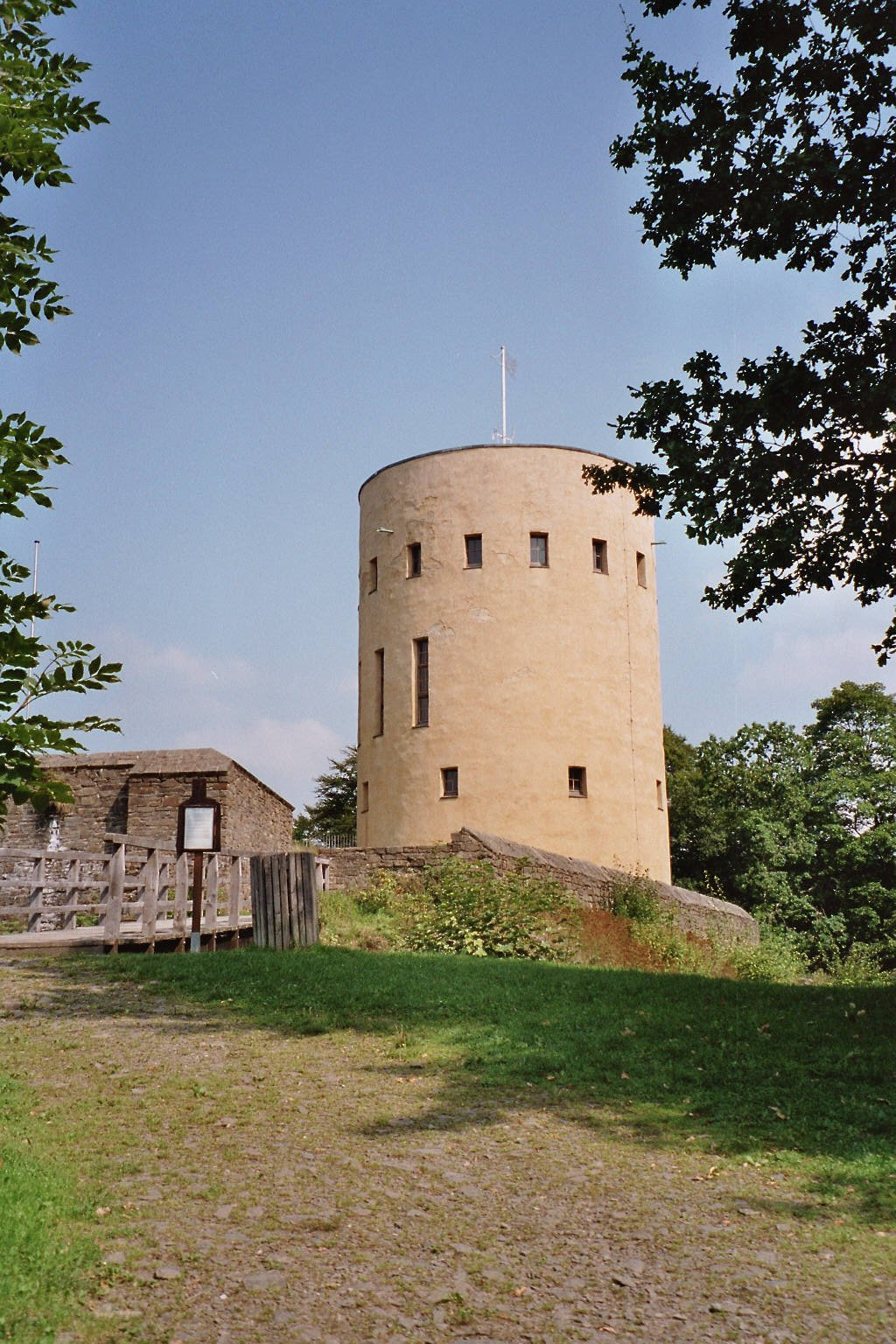
Ginsburg
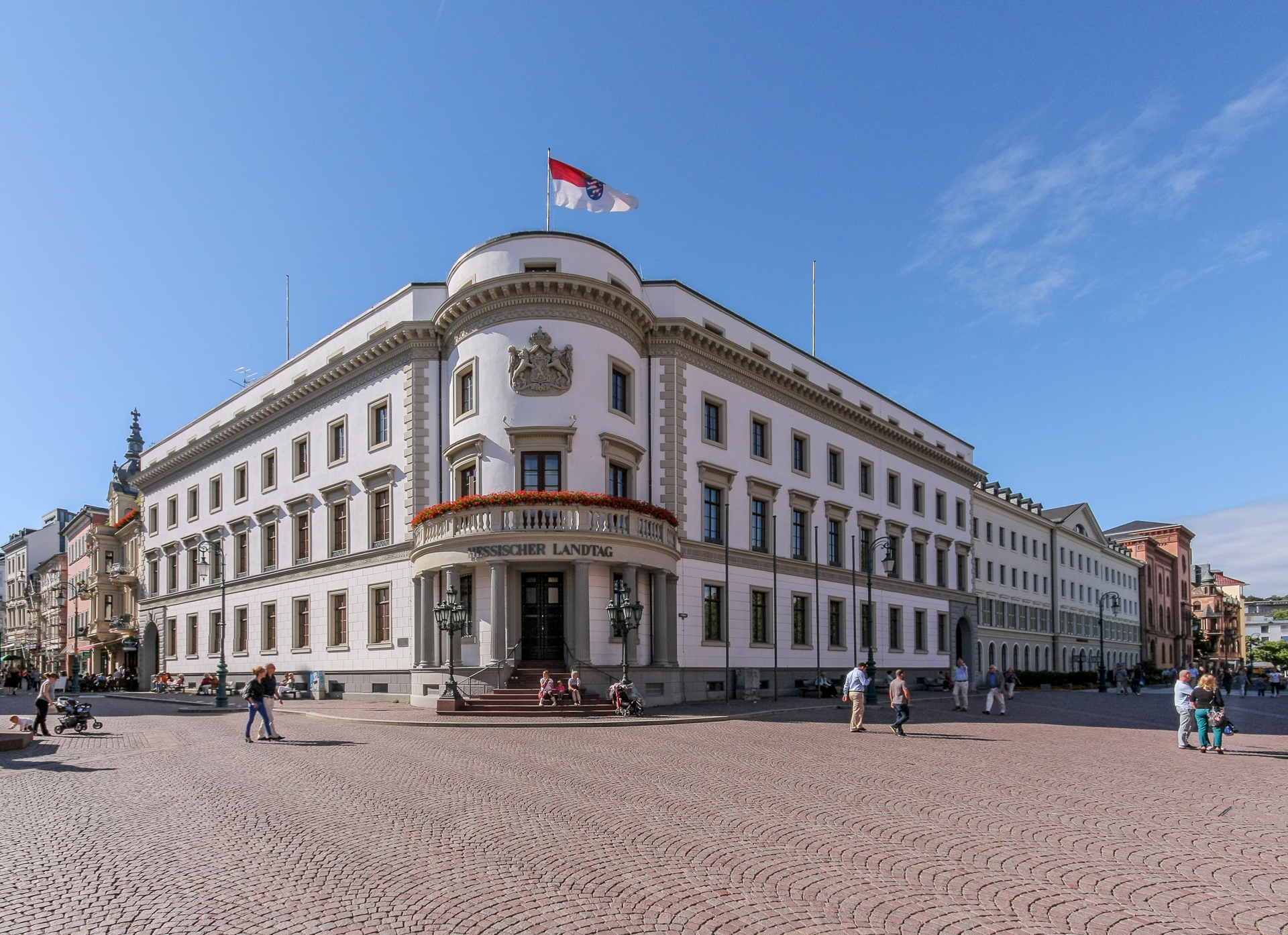
Stadtschloss Wiesbaden
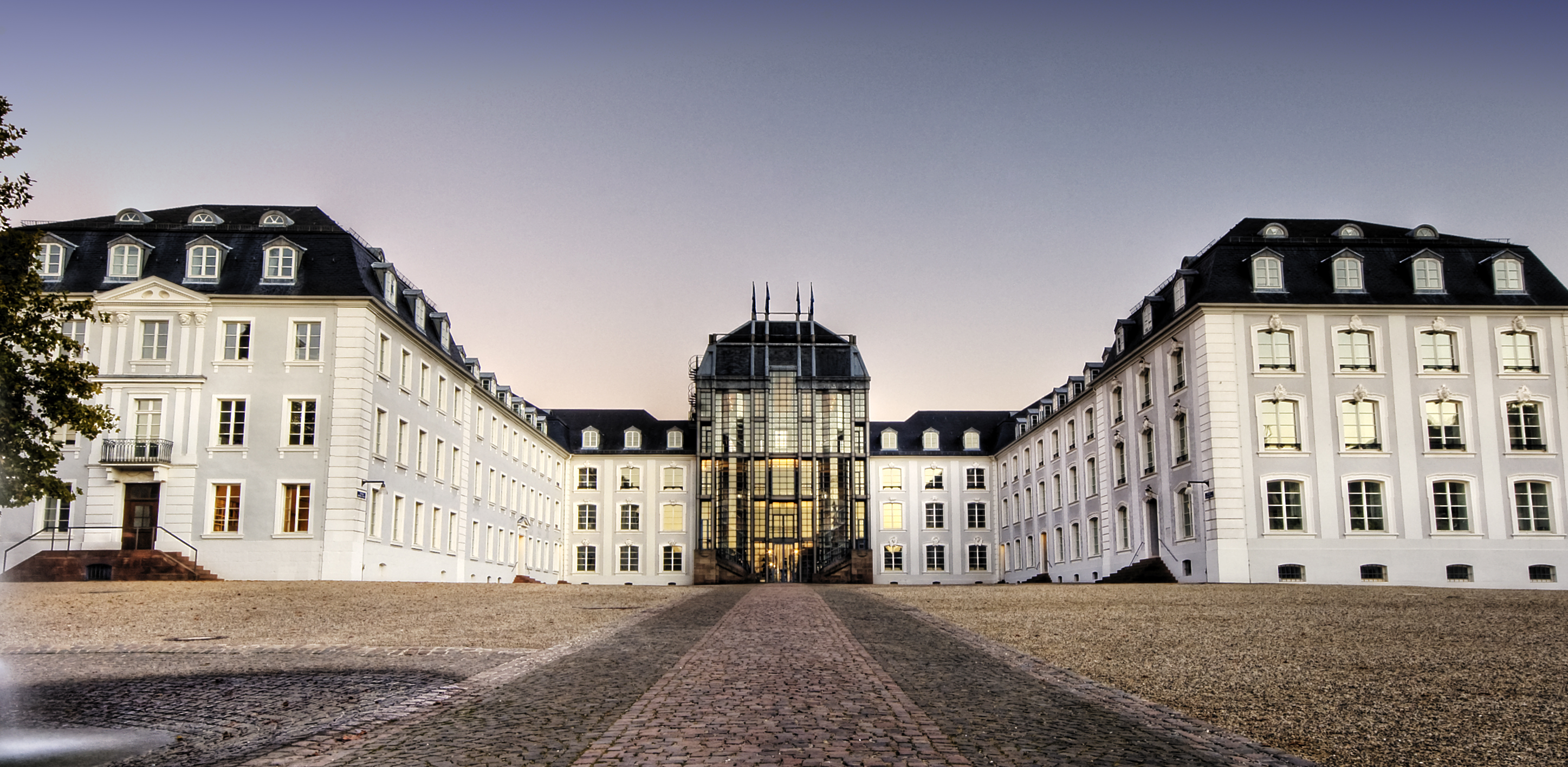
Schloss Saarbrücken
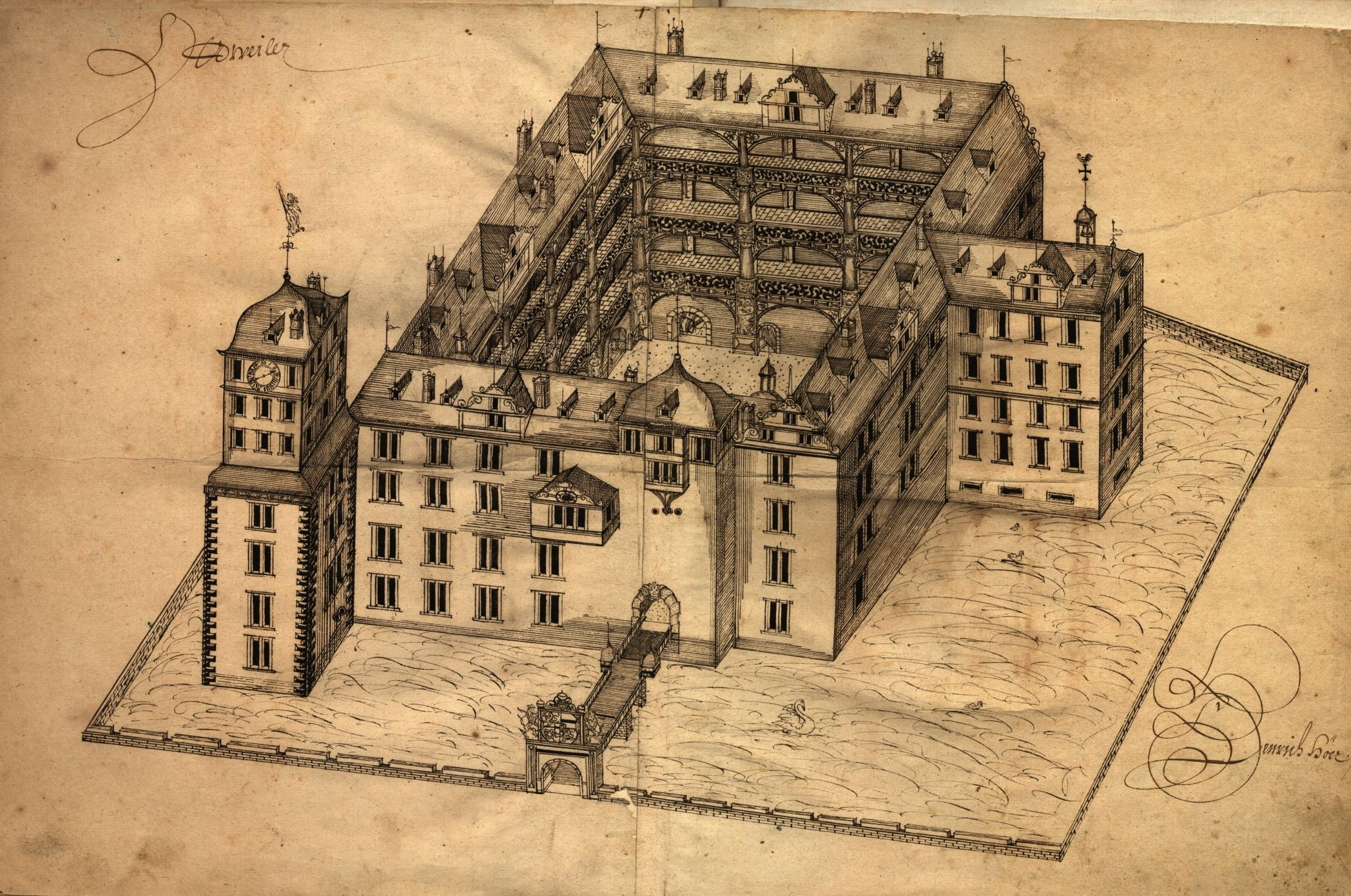
Schloss Ottweiler
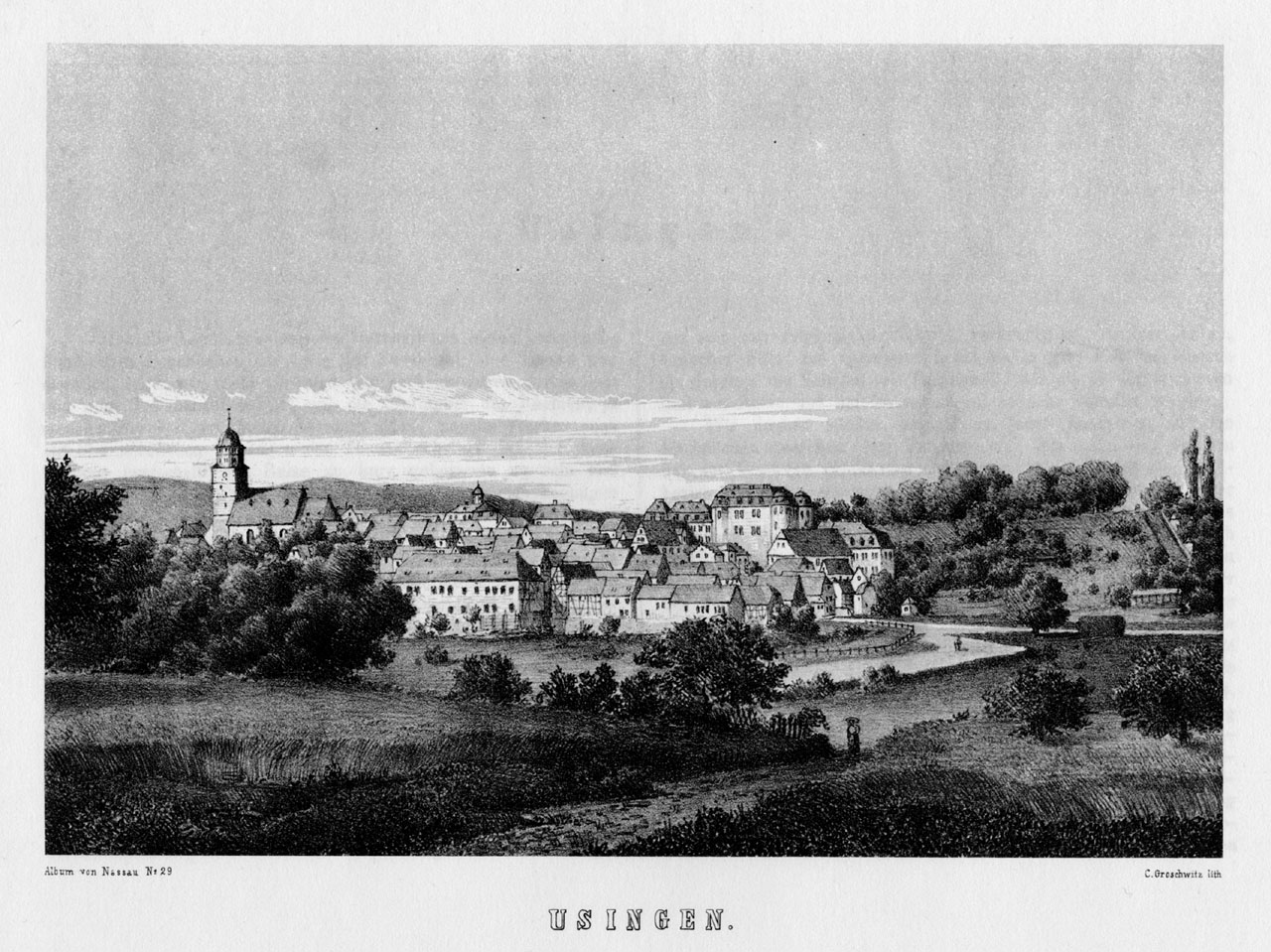
Schloss Usingen
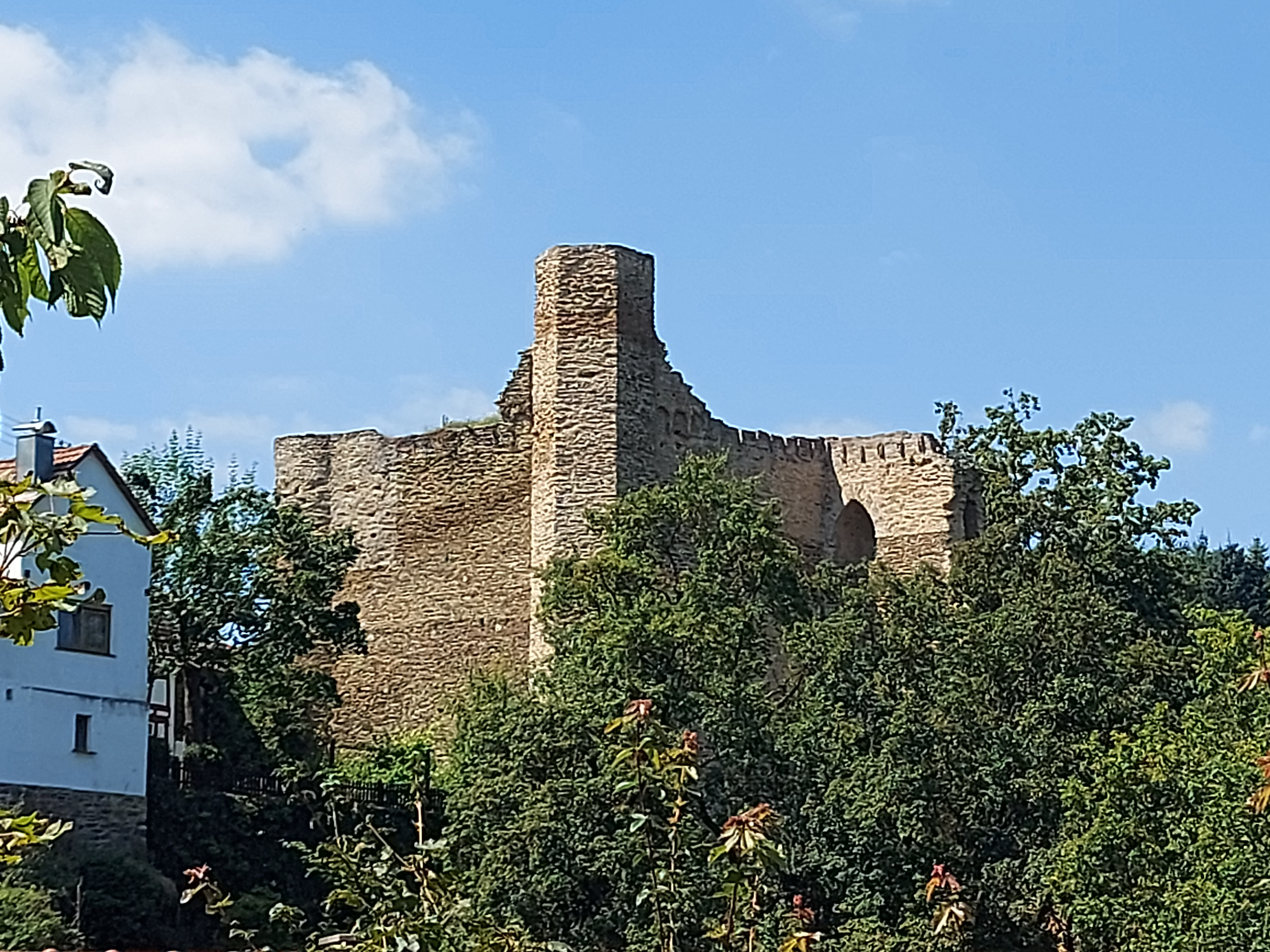
Burg Wallrabenstein
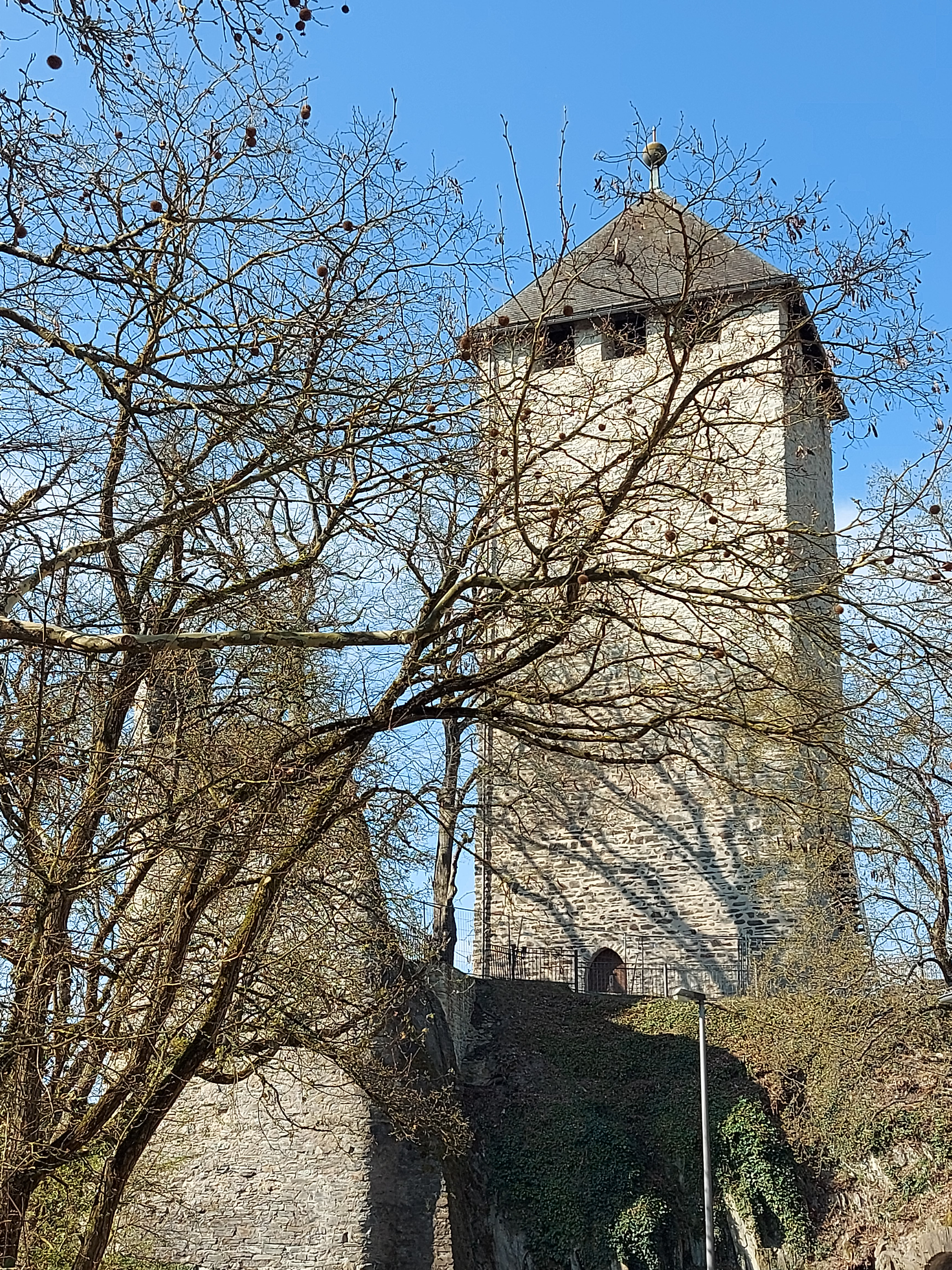
Burg Sonnenberg

### Die jüngere Weilburger Linie, das Herzogtum Nassau und das Großherzogtum Luxemburg
Die Linie erhielt 1688 unter Johann Ernst (1675–1719) die Fürstenwürde, die jedoch erst sein Sohn Karl August (1719–1753) 1739 annahm.
Dessen Enkel Friedrich Wilhelm von Nassau-Weilburg (1788–1816) vereinigte sein Land mit Nassau-Usingen 1806 zu einem Gesamtstaat, den er gemeinsam mit Friedrich August von Nassau-Usingen (1803–1816) regierte. Im selben Jahr traten die beiden Staaten dem Rheinbund bei, wobei Friedrich August als Oberhaupt des Hauses die Herzogswürde erhielt. Dessen Residenz war bereits 1744 von Usingen nach Biebrich in seine Sommerresidenz Schloss Biebrich verlegt worden. Nach dem Tod Friedrich Wilhelms verlegte dessen Sohn Wilhelm seine Residenz von Schloss Weilburg ebenfalls nach Biebrich. Bis zur Fertigstellung des Stadtschlosses 1841 in Wiesbaden blieb es Hauptresidenz der nassauischen Fürsten und Herzöge. Danach diente es bis 1866 erneut nur als Sommerresidenz.

Wappen des Herzogtums Nassau

Das 1806 entstandene Herzogtum Nassau wurde für den Verlust der linksrheinischen Landesteile (Saarbrücken) an Frankreich territorial erheblich entschädigt. 1813 und endgültig im Wiener Kongress kamen die Fürstentümer Nassau-Diez, Nassau-Hadamar und Nassau-Dillenburg der oranischen Linie hinzu, wodurch erstmals seit 1255 alle deutschen nassauischen Länder – mit Ausnahme Nassau-Siegens – wieder in einer Hand vereinigt waren. Erbe beider verbliebenen walramischen Linien – der Usinger und der Weilburger – war Wilhelm von Nassau-Weilburg, der als Wilhelm I. (1816–1839) Regent des Herzogtums wurde. Regierungssitz war Wiesbaden, das schon seit 1734 usingische Residenz gewesen war. Wilhelms Sohn Adolph (1839–1866) verlor jedoch sein Land nach dem Preußisch-Österreichischen Krieg im Jahr 1866 durch Annexion an das Königreich Preußen, weil er sich im Krieg auf die unterlegene österreichische Seite gestellt hatte. 1870 erwarb er als Exilsitz das bayerische Schloss Hohenburg in Lenggries.
Nachdem das Haus Oranien-Nassau in den Niederlanden im Mannesstamm ausgestorben war, wurde der im Herzogtum Nassau entthronte Adolph 1890 auf Grund eines 1783 geschlossenen Erbvertrags (Nassauischer Erbverein) Großherzog von Luxemburg. 1912 erlosch mit dem Tod seines Sohnes Wilhelm IV. (1905–1912) zwar auch die walramische Linie im ebenbürtigen Mannesstamm, über die weibliche Thronfolge herrschen die Nachfahren der Linie Nassau-Weilburg dort weiterhin. Wilhelm hatte sechs Töchter, die durch ihre Mutter, die portugiesische Infantin Maria Anna von Braganza, katholisch getauft wurden, wie der überwiegende Teil der luxemburgischen Bevölkerung. Großherzogin Charlotte, Tochter Wilhelms IV., heiratete Prinz Felix von Bourbon-Parma. Heute nennt sich die luxemburgische Fürstenfamilie daher „Luxemburg-Nassau aus dem Hause Bourbon-Parma“. Infolge der Weltwirtschaftskrise geriet auch die großherzogliche Familie in finanzielle Nöte, weshalb Charlotte sich 1934 gezwungen sah, das Großherzogliche Palais in Luxemburg und das Schloss Berg an den luxemburgischen Staat zu verkaufen, der ihr im Gegenzug entsprechende Wohnrechte einräumte; ferner veräußerte sie 1935 die alten nassauischen Residenzschlösser in Weilburg und Biebrich an den Preußischen Staat und zuletzt 1953 Schloss Hohenburg.
Im September 2010 wurde die Thronfolge des Familienpakts von 1783 so neu geregelt, dass in Zukunft jeweils der Erstgeborene den Thron besteigt, unabhängig davon, ob es sich um einen Sohn oder eine Tochter handelt. Der heutige Großherzog Henri führt unter anderem den Titel „Herzog von Nassau“, die Kinder seines jüngeren Bruders Jean, der 1986 auf sein Thronfolgerecht verzichtete, führen gemäß großherzoglichem Erlass vom 27. November 2004 nicht mehr den luxemburgischen Prinzentitel, sondern nur noch die Titel und Namen Prince/Princesse de Nassau mit der Anrede „königliche Hoheit“, wobei diese sich auf die bourbonische Herkunft bezieht.

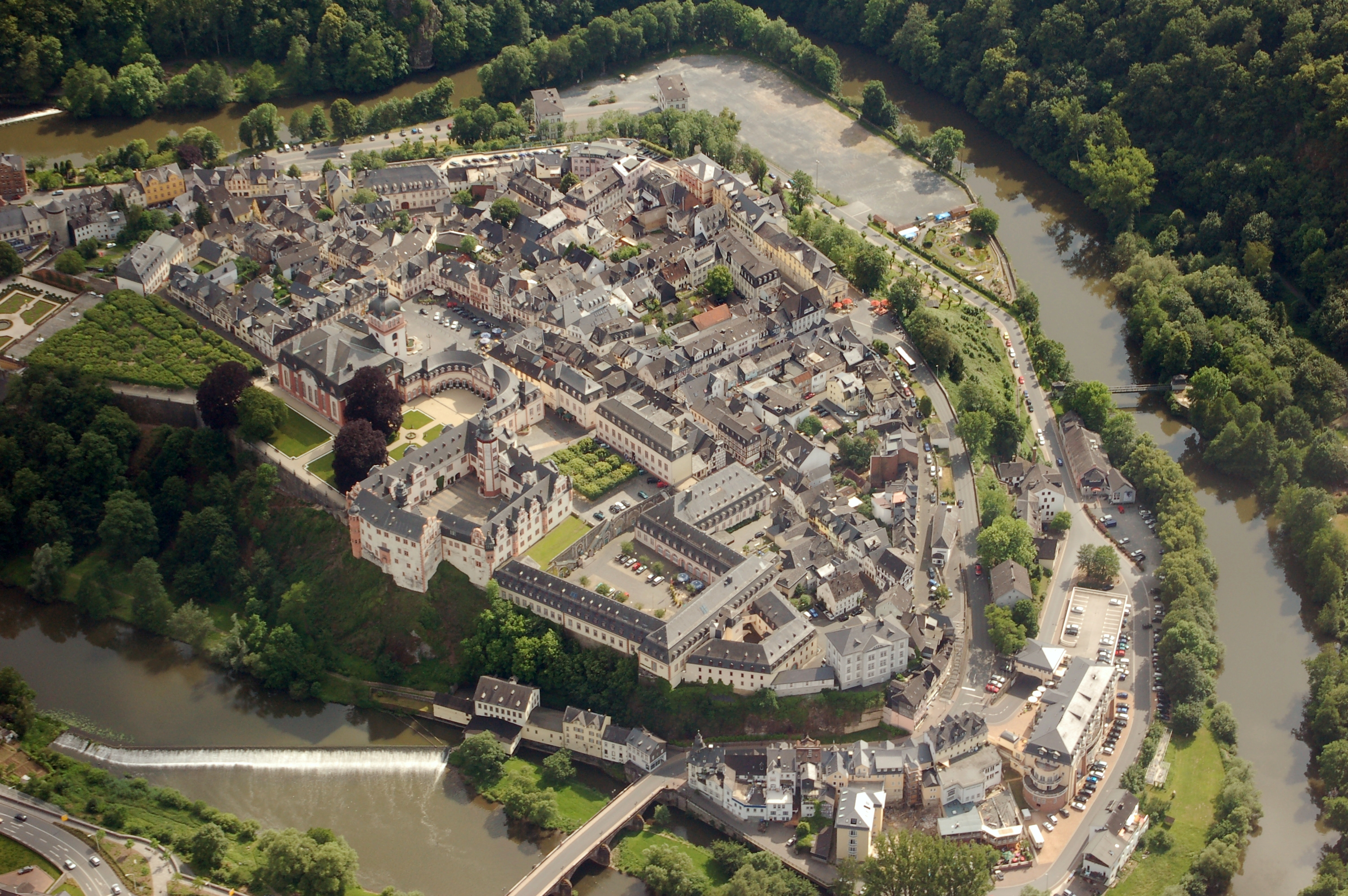
Weilburg
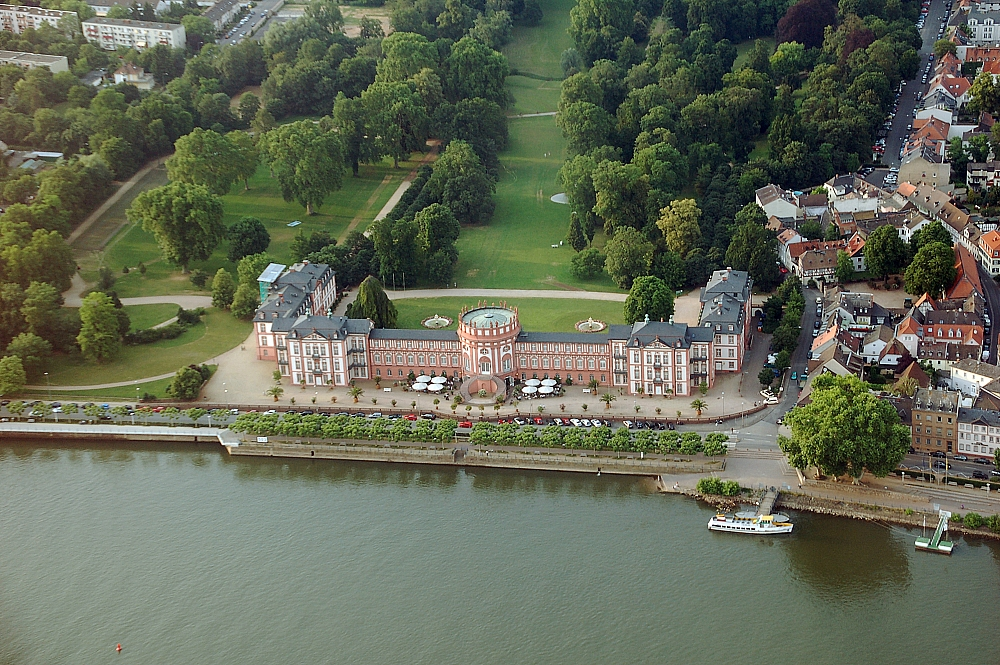
Schloss Biebrich
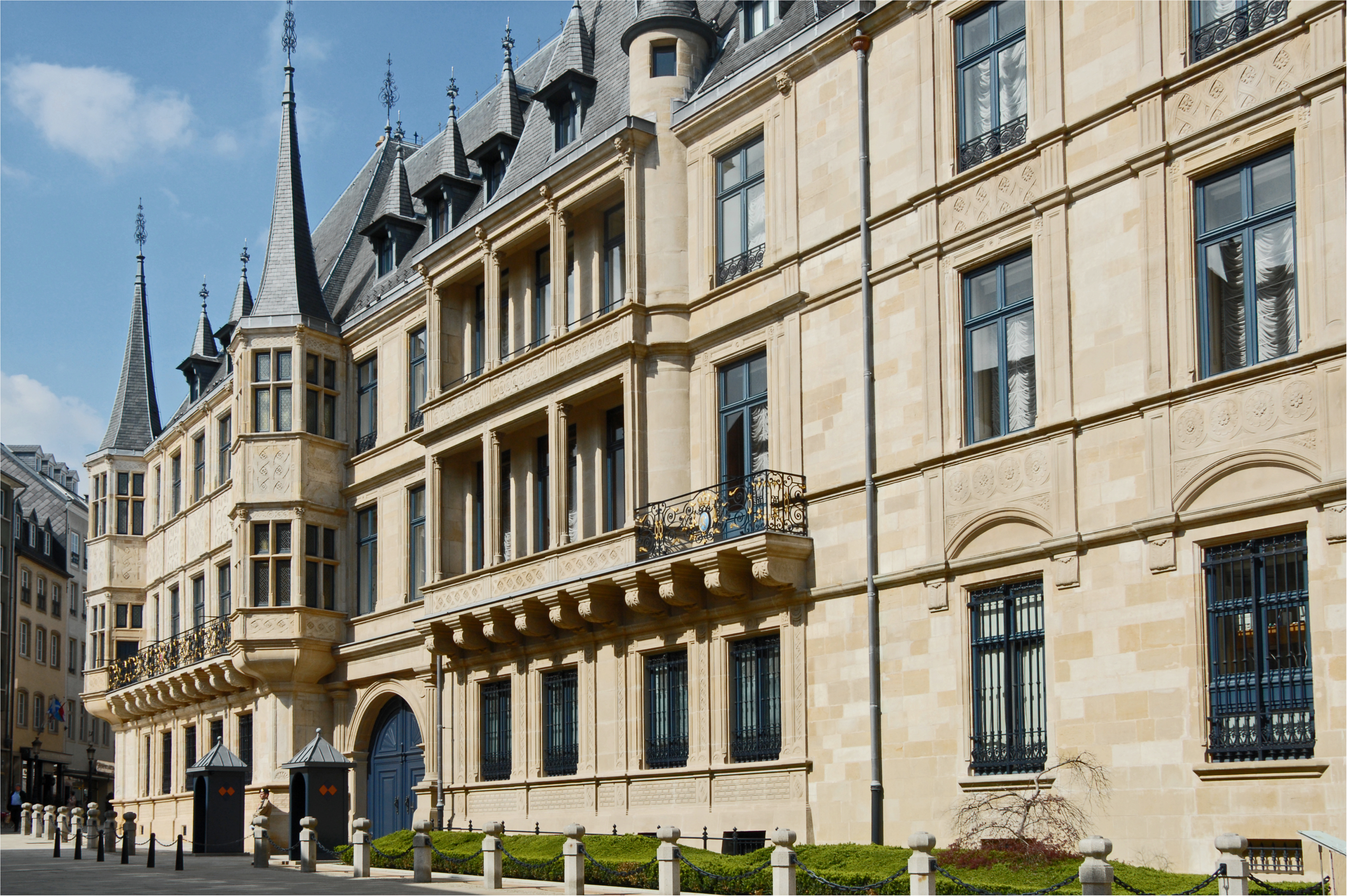
Großherzogliches Palais in Luxemburg
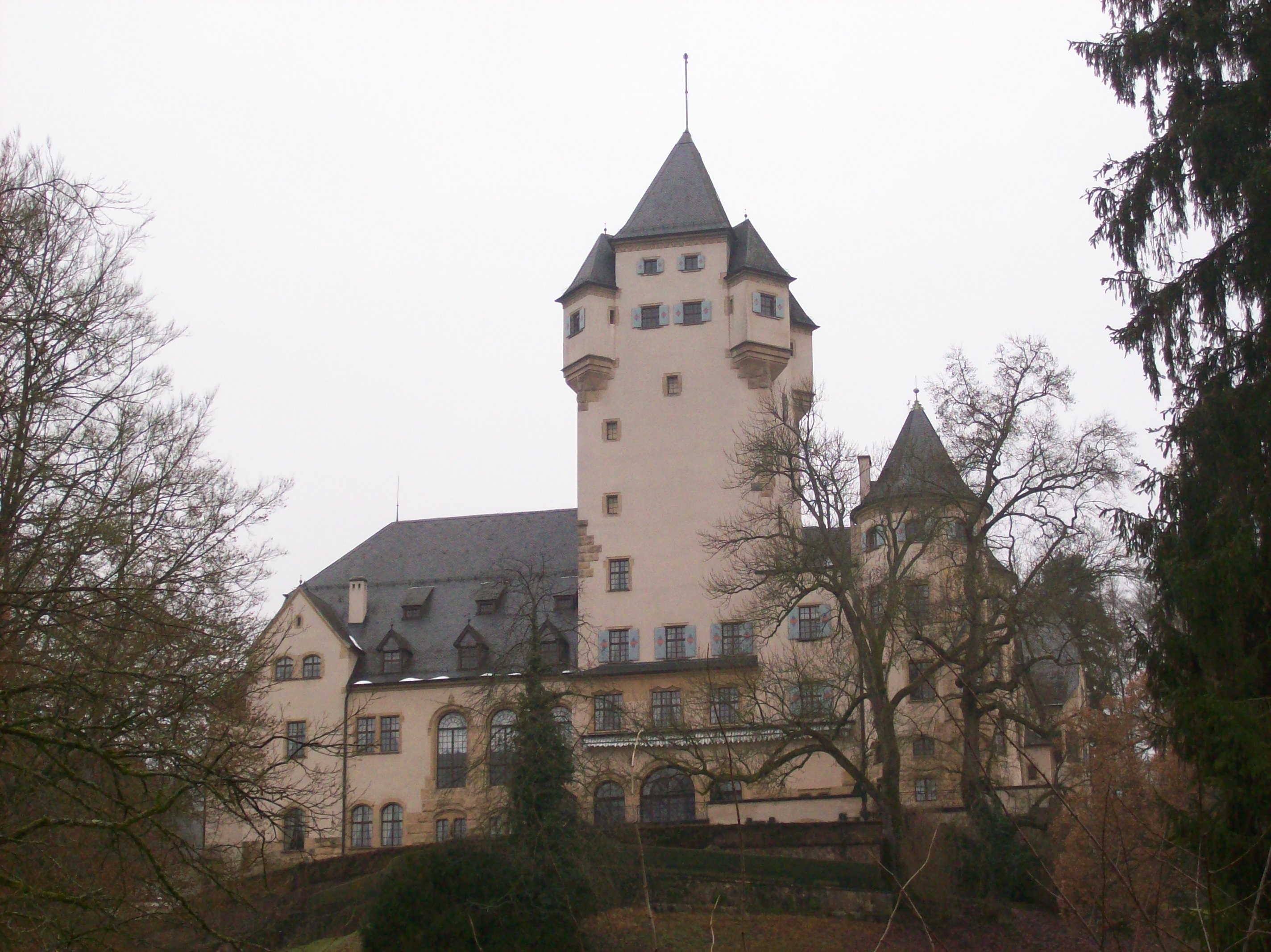
Schloss Berg (Luxemburg)

Eine morganatische Nebenlinie des herzoglichen Hauses Nassau waren seit 1868 die Grafen von Merenberg, die 1907 ohne Erfolg einen Anspruch auf die Thronfolge im Großherzogtum Luxemburg und den Erbanspruch auf das Privatvermögen des herzoglichen Hauses Nassau erhoben. Sie sind 1965 im Mannesstamm erloschen.